# 庭園

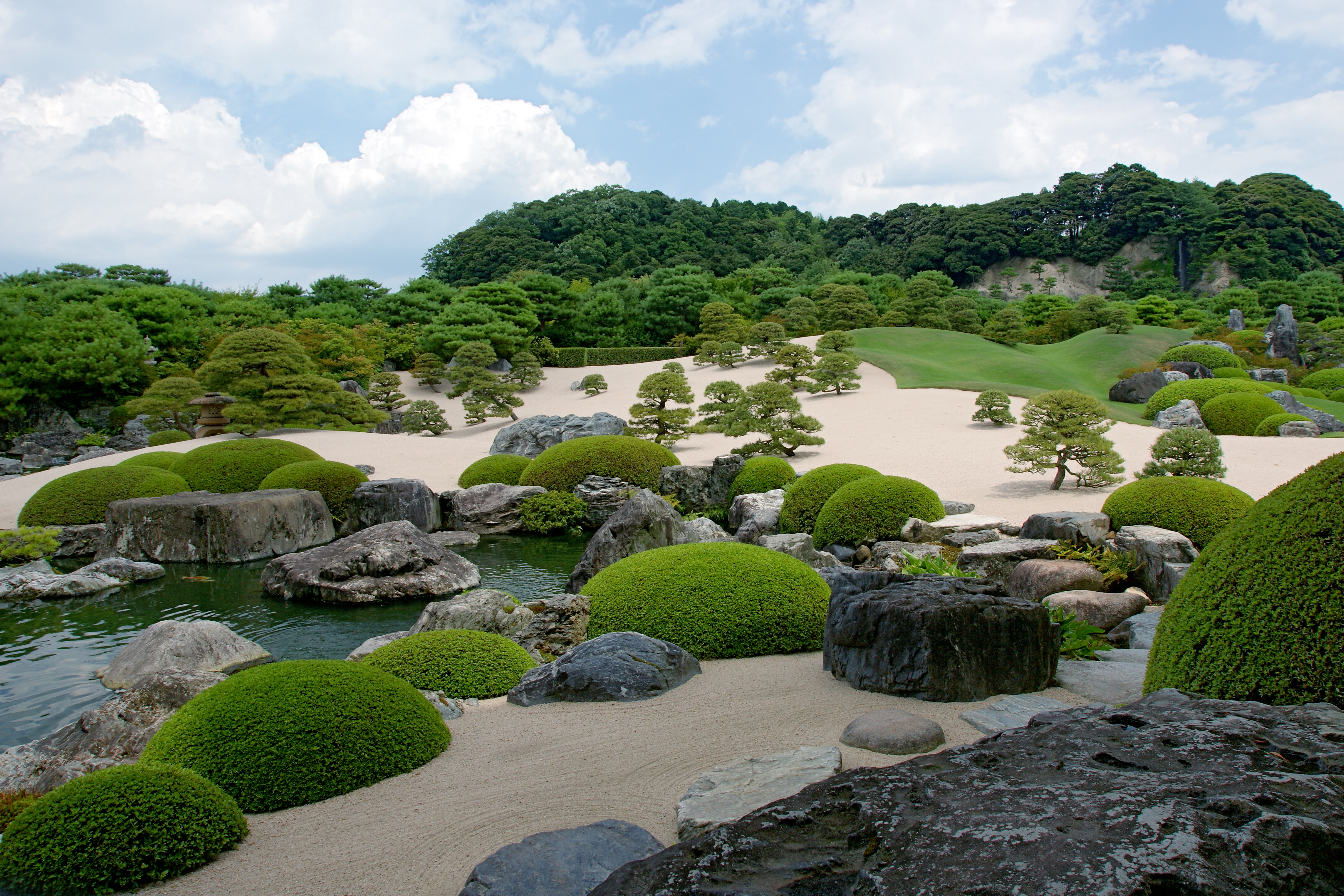
足立美術館の白砂青松庭

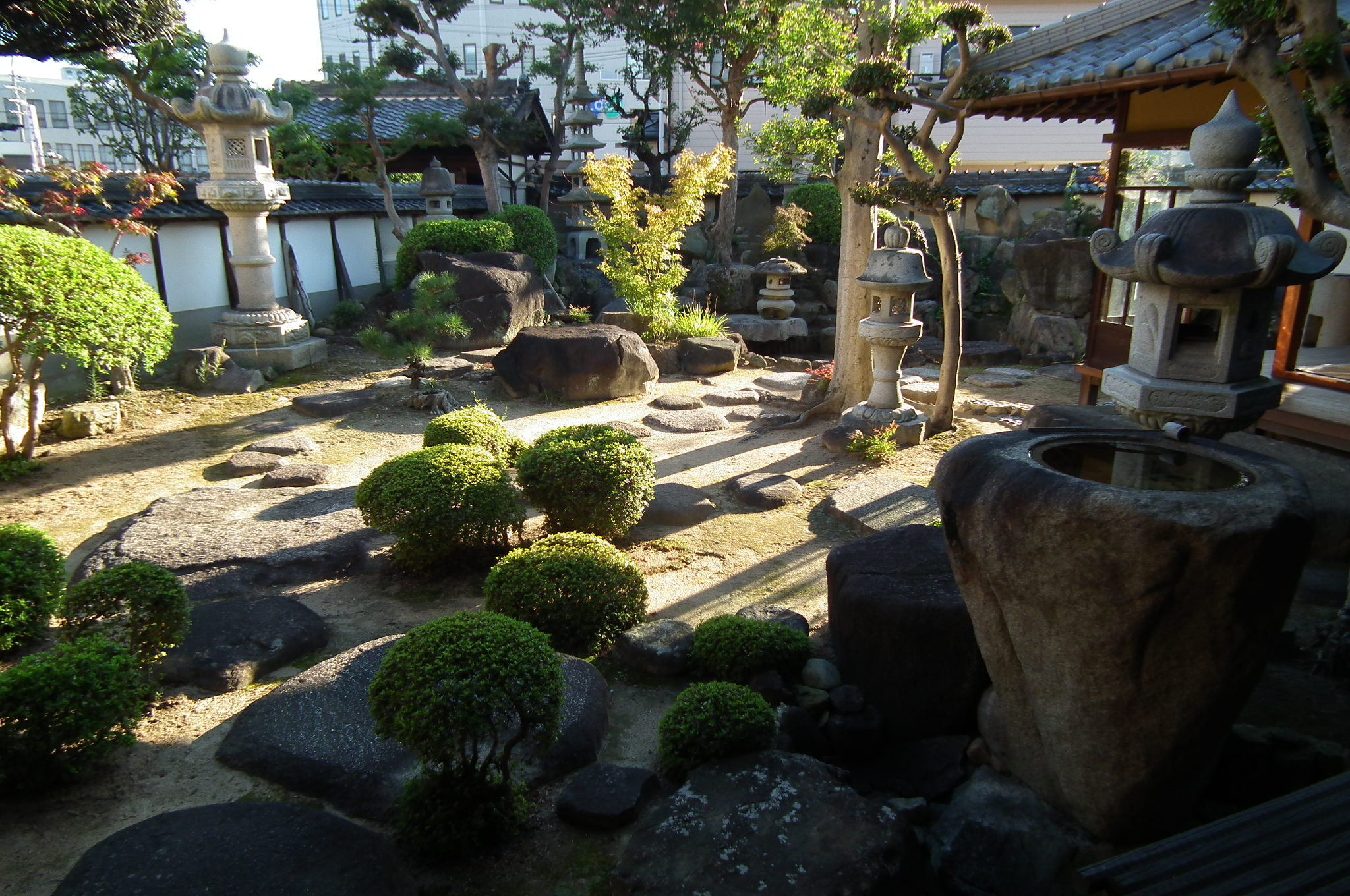
薮内流庭園。鞍馬石、鴨川石、生駒峠石などを使用。五重石塔、灯籠、園池などが配置される（旧来住家住宅）。

庭園（）は、見て、歩いて楽しむために、樹木を植えたり、噴水・花壇を作ったりするなどして、人工的に整備された施設。東アジアの日中韓では、人工でありながら自然の環境を模して川・池・築山などが作られ、木や草が植えられているものもある。

## 概要
集会、交流、留置、作業などを目的とした庭ではなく、観賞、道道、思索などを目的とする庭とされる。また一部には、特定の世界観や宗教観を投影したものもある。庭園は自然にできることはなく、形、石の配置、樹木の選択と組合せ、通路の作り方、建物の見せかたなどすべて計画し、デザインされている。
つくる目的や方法は、時代や民族、宗教などによって異なり、さまざまな様式を生み出した。しかし、いずれも人々が理想とする環境を映し出そうとする点では共通している。楽園、浄土、パラダイスなどの現世的空間が庭園なのである。庭園は、作られたときには私的なものがほとんどだが、近代になって多くが、市民が楽しめる公的・公園的なあつかいをされるようにもなっていく。なお、皇室が所有するものは、御苑（ぎょえん）と称される。
欧米の garden は人工美を追求し、花壇や池などの幾何学的デザインを誇り、自然は征服すべきという考え方を象徴し、日本の庭園は自然美を生かし、岩や木や池なども自然を模し、自然の縮図を目指し、人間が自然と一体であるという考え方を象徴する。

## 形式
- サラセン式庭園 - サラセン式庭園とは、外側に厚い壁を持った「パティオ」と呼ばれる中庭を発達させた庭園。パティオは中庭であるため、周囲を建物で取り囲まれた小空間であるが、その中央に池や噴水、カナール（流れ、水溝）を配し、さらに色彩の豊かな色タイルの床、美しい花壇などが特徴である。中央に噴水や池が設けられることで、鉢植えなどにして置かれた樹々とともに、場所に清涼感を与えている。中世初期にイスラム教徒であるアラビア人系のサラセン人が征服した地域は、西は北アフリカ沿岸からイベリア半島まで、東は中央アジアからインドまでに至るが、サラセン人はそれぞれの地でその地の文化を取り入れ、次の特徴ある庭園様式を形成している。サラセン式の特徴は，すべてパティオと呼ばれる中庭式の庭園であり、雨量が少なく乾燥し熱い日ざしの気候と外敵を防ぐことが理由となって発達した。以下の形式がある。
  - ペルシャ・サラセン式庭園 - 長方形の中庭を、二本の直交する園路で四分し、園路に沿ってカナール設け、その交点に浅いプールや園亭などが置かれる形。アジアの庭園#ペルシャ王室庭園が代表作で、これが初期のスタイルで、後で生まれるスペイン・サラセン式庭園やインド・サラセン式庭園はこれが源泉となっている。
  - スペイン・サラセン式庭園 - その代表的なものはスペイン・グラナダに現存するアルハンブラ宮殿のアルベルカ、アラヤネスの中庭、フェネラリフェ庭園、セビリアのアルカサル庭園、など優れた庭園がある。これは7世紀末スペインを征服した時につくられた形式で、スペインに侵入したサラセン人は、パティオの周囲は壁や柱廊で囲む。壁や柱、床には色タイルで独特の模様が描かれている。現在もスペイン文化圏ではこの庭園様式での庭園が作られている。
  - インド・サラセン式庭園 - 10世紀インドに侵入したサラセン人が従来のインド文化と融合してつくった様式の庭園。庭園を直交するカナールで四分し、その交点に四角形の檀を作り、その上に大理石の噴水池を設けている。アジアの庭園#インド庭園ムガル王朝の庭園でのタージ・マハールがこの種の代表的庭園である。これも他のサラセン式のものをそのままの形で再現しているのではなく、スペインで確立したパティオとペルシャの水盤・水工・植栽技巧などをインドの風土に合わせ改変して拡大し、許容して継承している。

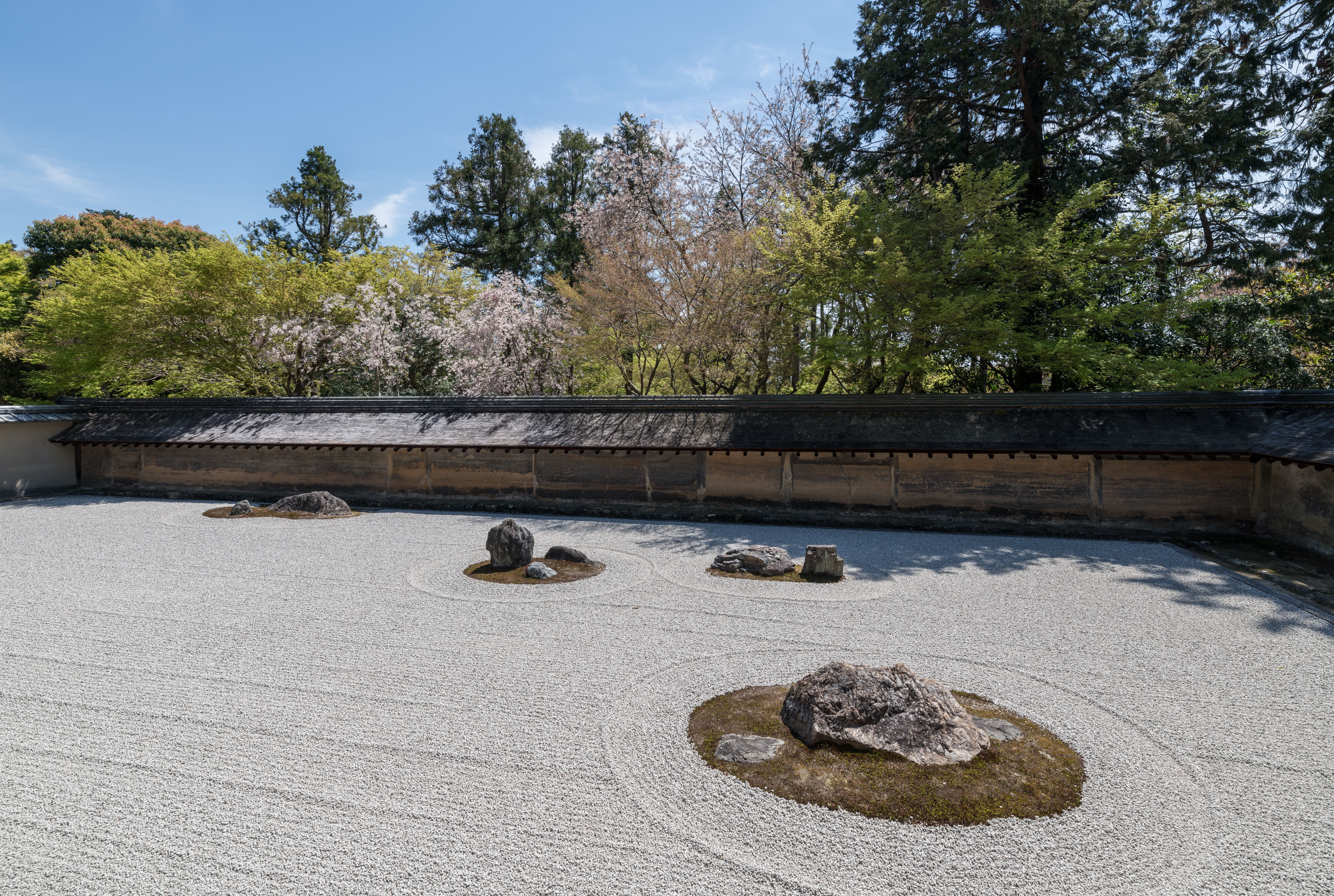
龍安寺の方丈石庭

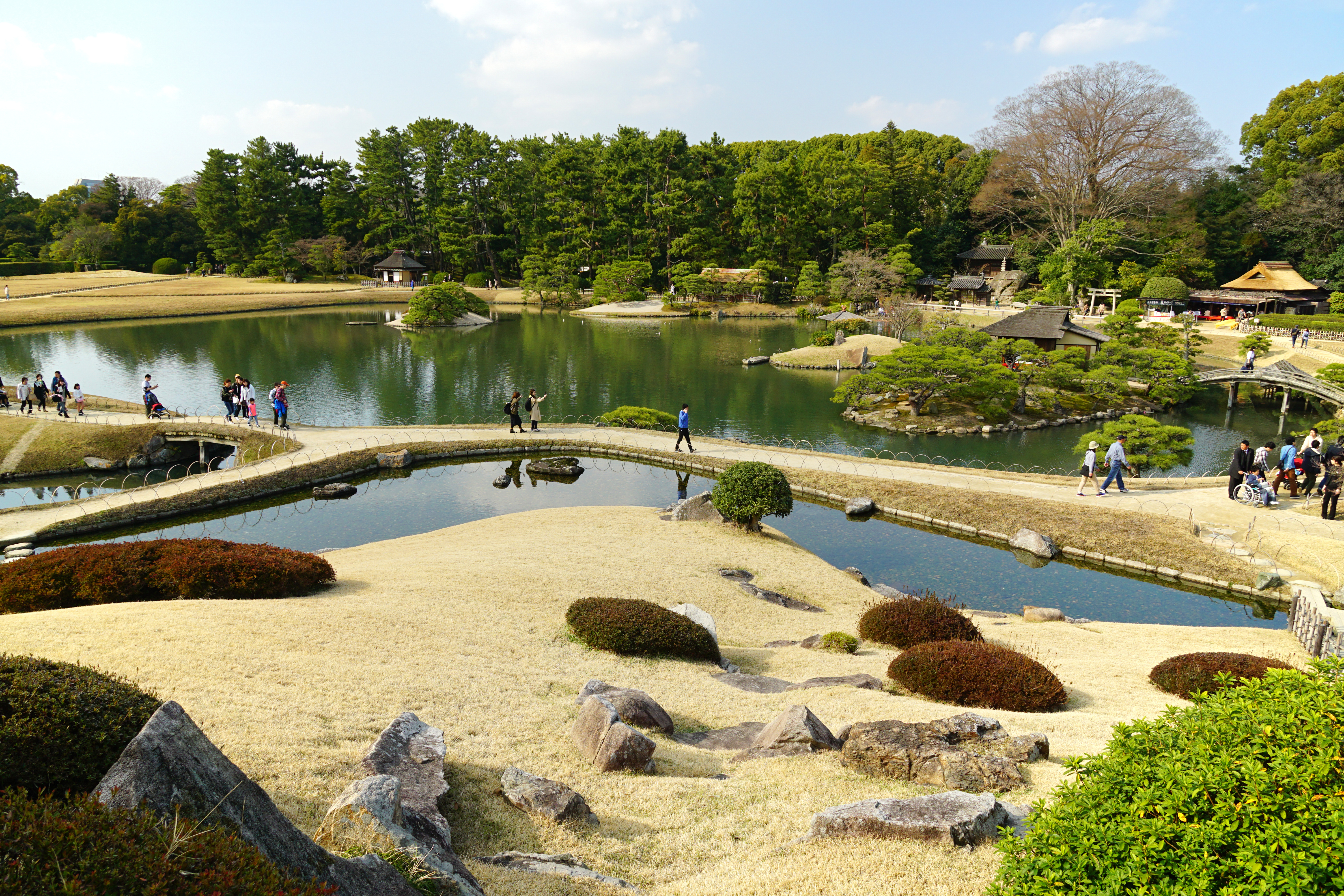
後楽園の池泉回遊式庭園

- アジアの庭園
  - 中国庭園
  - 日本庭園
    - 浄土式庭園
    - 寝殿造系庭園
    - 書院造庭園
    - 枯山水式庭園
    - 露地
    - 回遊式庭園
    - 大名庭園
    - ジャパニーズ・ティー・ガーデン
    - 日本国外の日本庭園
- 西洋式庭園
  - 露壇式庭園
    - イタリア式庭園

  - 平面幾何学式庭園
    - フランス式庭園

  - 風景式庭園
    - イギリス式庭園

  - 日本国内の西洋式庭園
    - 北海道ガーデン(北海道ガーデン街道)など

## 宗教別
- en:Bahá'í gardens
- en:Biblical garden
- イスラーム建築#庭園
  - ペルシャ式庭園
  - ムガル庭園
  - ビザンチン庭園
  - チャハルバーグ/四分庭園 (Charbagh) 
  - 楽園の庭 (Paradise garden)
- en:Mary garden
- en:Sacred garden

## 種類別
- ウィンター・ガーデン (Winter garden)
- ウォールド・ガーデン (Walled garden)
- 屋上庭園
- 温室
- 果樹園
- 花の庭/花畑 (Flower garden)
- バラ園 (Rose garden)
- シダ園 (en)
- 植物園/薬用植物園
- ヤシ園 (Palmetum)
- ハーブ園
- サボテン庭園 (Cactus garden)
- 熱帯園 (Tropical garden)
- カラーガーデン (Color garden)
- 感覚の庭 (Sensory garden) （Sensible Garden）
- 空中庭園
- アルパイン・ガーデン (Alpine garden)
- コテージガーデン
- コミューナル・ガーデン (Communal garden) 
  - ガーデン・スクエア (Garden square)
- コロニアル・リヴァイヴァル・ガーデン (Colonial Revival garden)
- コンテナ・ガーデン (Container garden)
- 菜園
  - 園芸農業/施設園芸農業
  - 家庭菜園
  - ポタジェ
  - ペカランガン (Pekarangan) 
  - キッチンガーデン (Kitchen garden) 
  - 貸し農園
  - コロニヘーヴ
  - 市民農園
- キーホール・ガーデン (Keyhole garden)
- シェイクスピア庭園 (Shakespeare garden)
- シェードガーデン (shade garden)
- 住宅庭園
  - 裏庭
  - バック・ガーデン (Back garden)
- 修道院の庭
- 癒しの庭 (Therapeutic garden)
- スクール・ガーデン (School garden)
- 聖書の庭 (Biblical garden)
- 戦時農園
- 勝利の庭 (Victory garden)
- レインガーデン (Rain garden)
- 池泉庭園
- 湿地園 (Bog garden)
- チナンパ
- 茶庭/ティーガーデン (Tea_garden)
- 蝶園
- 彫刻庭園
- 動物園
- トライアル・ガーデン (Trial garden)
- 中庭
- ヒューゲル床栽培
- プレジャー・ガーデン (Pleasure garden)
- ビザンティン庭園 (Byzantine gardens)
- 平面幾何学式庭園
- 哲学の庭 (Philosophical garden)
- ボトル・ガーデン (Bottle garden)
- ポリネーター・ガーデン (Pollinator garden)
- ロックガーデン/岩石園
- ワイルドライフ・ガーデン (Wildlife garden)
- バロック庭園 (Baroque garden)
- パティオ
- 外苑
- 前庭/前栽
- 文様庭園/パターンガーデン (Pattern gardening)
- 持続可能な庭園 (Sustainable gardening)
- 樹木園 (Arboretum) 
  - 植栽
- 食用園 (Foodscaping)
- 森林ガーデン (Forest gardening)
- スクエア・フット・ガーデン (Square foot gardening)
- ゼリスケープ園 (Xeriscaping)
- フレンチ・インテンシブ・ガーデン (French intensive gardening)
- レイズドベッドガーデン (Raised-bed gardening)
- ウッドランド・ガーデン (Woodland garden)
- フィジックガーデン (Physic garden)
- アップサイドダウンガーデン (Upside-down gardening)
- 有機園芸 (Organic horticulture)
- 遊び場庭園 (Playscape)
- ハンギングガーデン (Hanging garden (cultivation))
- ノット・ガーデン (Knot garden)
- 月の庭 (Moon garden)
- ロケットガーデン (Rocket garden)
- テレガーデン (Telegarden)

## 庭園の要素
代表的なものを以下に示す。
- アトリウム
- 庭木
- 並木道
- 役木
- 花壇
- ポタジェ
- ボスケ (Bosquet)
- ガゼボ

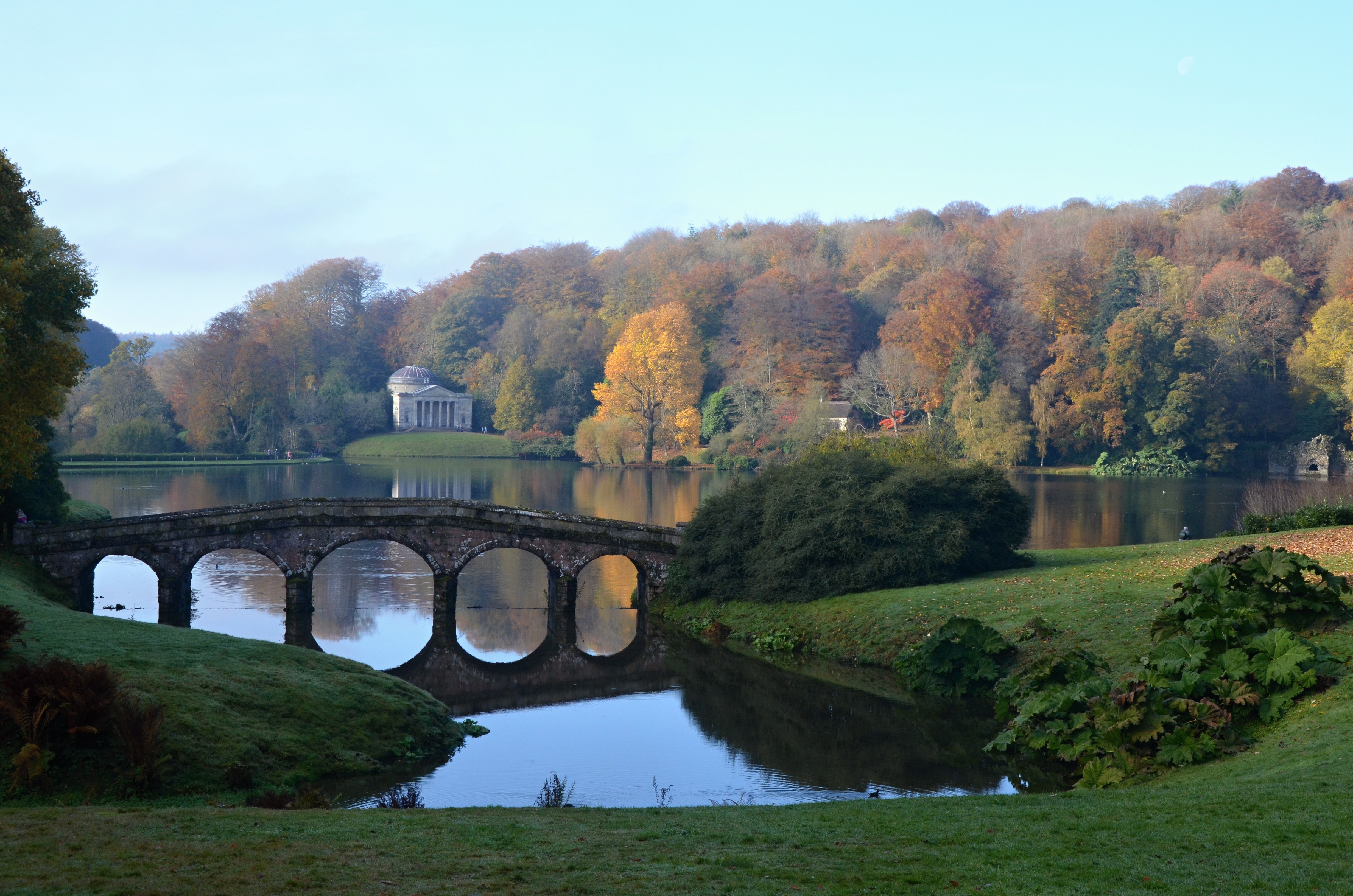
パラスディアン橋とパンテオン。ストウヘッドの庭にて

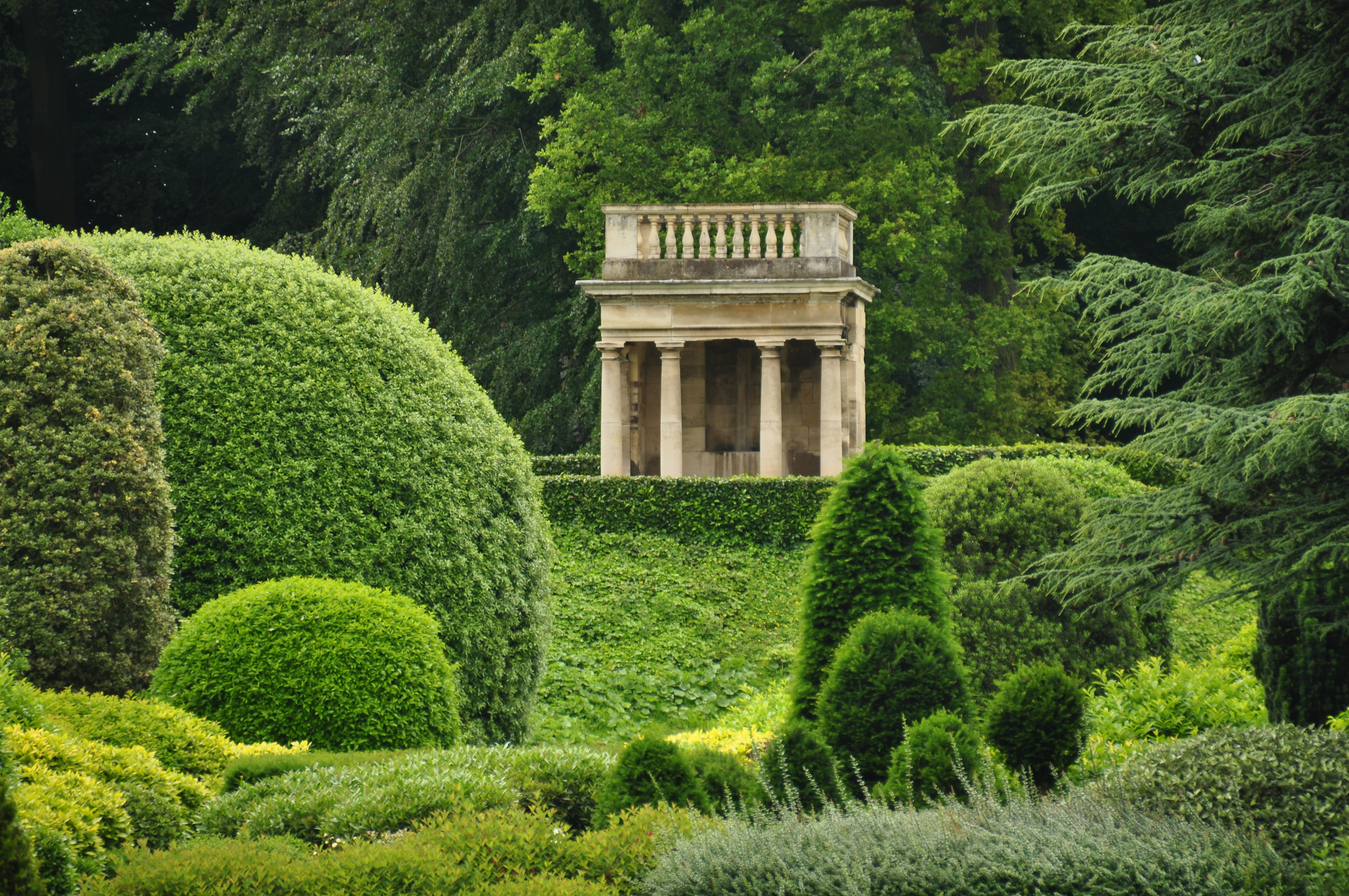
フォリー。ブローズワースホールの庭にて

- カバナ (Cabana (structure))
- 亭
- キオスク
- バンドスタンド (Bandstand)
- フォリー
- 四阿
- テラス/ガーデンテラス (Terrace garden)
- 庭石
- 止め石
- 飛石
- 茶室
- 控え壁
- 築山
- つくばい
- アベニュー
- エクセドラ
- Feengrotten  (Saalfeld_Fairy_Grottoes)
- 緑の壁 緑のカーテン 壁面緑化
- 外構
- 前栽
- 垣根
  - 竹垣
  - 迷路/芝生の迷路・生垣迷路 (Hedge maze)
- 草本のボーダー  (Herbaceous_border)
- 庭の刺繍品 (Broderie)
- ベルベデール  (Belvedere_(structure))
- ウッドデッキ
- 芝生
- 苔庭
- 借景
- 池泉
  - 鯉池
  - 鴨池
  - ダック島とアヒルの池  (Duck_pond#Duck_houses)
- マウンド 塚
- パター
- パス
- パティオ
- パーゴラ
- パーマカルチャー  (Permaculture)
- スタンピー/スタンペリーガーデニング  (Stumpery)
- シルヴァンシアター  (Sylvan_theater)
- コニファー
- トレリス
- 庭用の壁
- アロットメント (Allotment (gardening))
- フェルム オルネ (Ferme ornée)
- アクアスケープ (Aquascaping)
- ホン・ノン・ボー (Hòn Non Bộ)
- ホルトゥス・コンクルスス (Hortus conclusus)
- インタカルチュアル・ガーデン (Intercultural Garden)
- ハハァ
- 温室
- 円月橋
- オランジュリー
- ガーデン・オフィス (Garden office)
- グロリエッテ
- 洞窟
  - シェル洞窟 (Shell grotto)
- コンサバトリー (Conservatory (greenhouse))
- シェッド (Shed)
- ベルヴェデーレ (Belvedere (structure))
- Wilderness (Wilderness_(garden_history))
- モノペトロス (Monopteros)

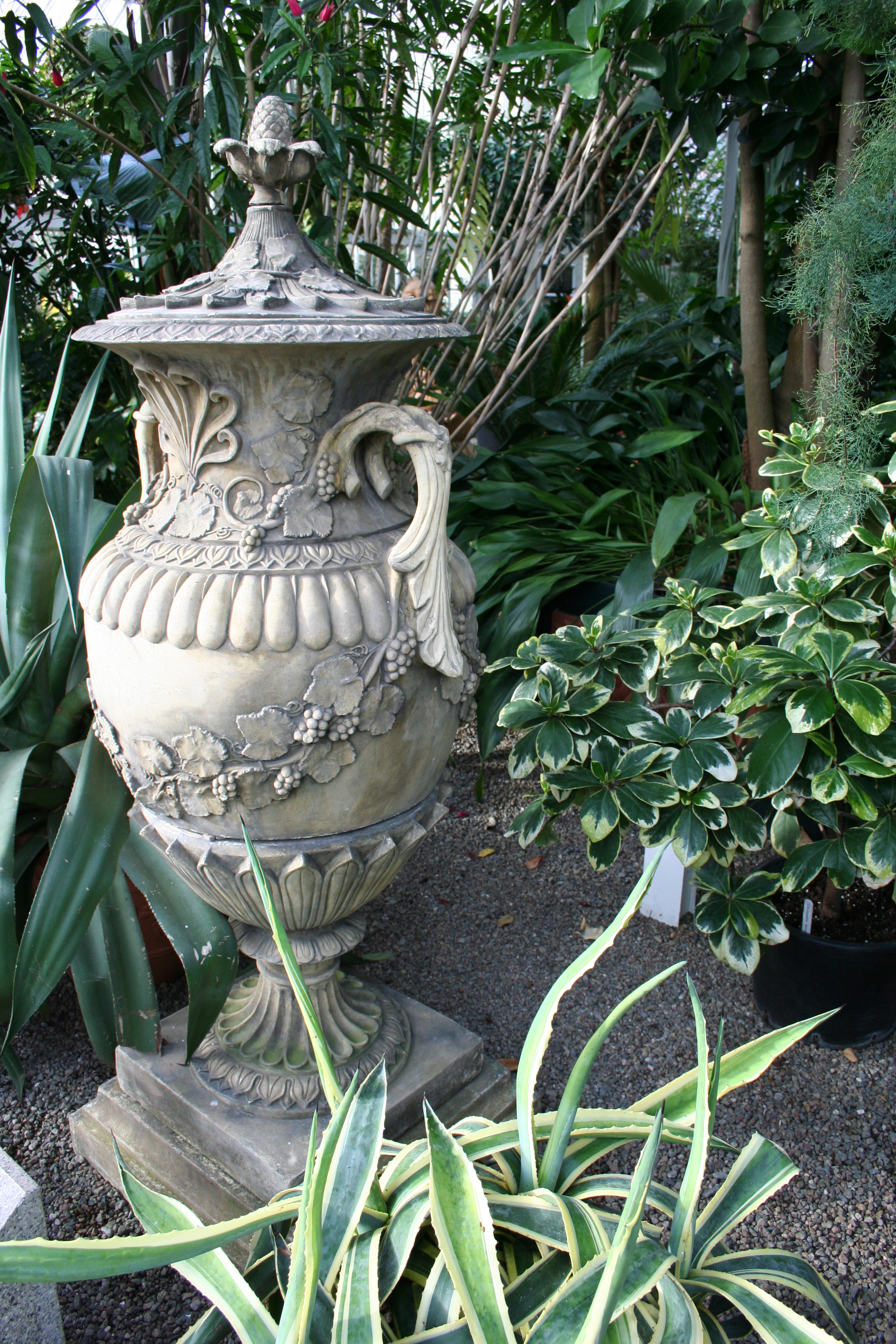
ガーデン・オーナメント：パーム・ハウスの古典的な骨董花瓶、北アイルランドのベルファスト植物園

庭の飾り・ガーデンオーナメントは、庭、風景、そして公園の景の強化と装飾のために使用される要素である。これには以下のとおり
- コラム(柱) - キャストストーン（鋳造での石）
- 水景物
  - 噴水
  - 盆のある岩と縞石
  - 反射プール - 小型/携帯型
  - 壁泉
  - 泉水
  - 池 ひょうたん池
  - 心字池
  - 滝/人工滝 - 小さな事前製作タイプ
  - カスケード
  - 水傘・ウォーターゲーム (Jeux d'eau) （ジュー・ドー）
    - クーゲルの泉 (Kugel_fountain) 

  - リフレクティング・プール
  - スイミング用プール
  - カナート
- ウォーターガーデン
- 願い井戸 (Wishing well)
- ガーデン家具 (Garden_furniture)  - モチーフタイプ
- 景観照明  (Landscape_lighting)  - 装飾備品
  - ファイアバスケット (Fire_basket) （焚き木、松明）
  - 灯籠
- フラワーボックス (Flower box)
- ウィンドウボックス (Window box)
- Lawn_ornament
  - バードパス (Bird bath) ：鳥が水浴びしたり飲んだりできるように水を溜めておくための構造物で、一般に台座の上に支えられているものをバードバスと呼んでいる。
  - 鳥のえさ箱 (Bird feeder) ：鳥の種などの餌を入れる容器で、ミニチュアハウスや納屋のようなデザインのものが多く、杭や柱に取り付けられることがある。
  - 巣箱、鳥小屋/バードハウス : 通常は木で作られ、杭に取り付けられた鳥のための小さな家。
  - フライング・ケージ (Aviary) 
  - 凝視球 ヤードグローブ  (Yard_globe)  : 直径12インチ以上の光を反射する球体で、一般に支持構造物の上に飾られる。注視球とも呼ばれる。
  - 風車 : 断絶しているが自由に回転する小型のもので、典型的には約12枚の金属羽根を持つアメリカのアーモーター式、または4枚の木製の羽根を持つ伝統的なオランダ式である。
  - サンキャッチャー
  - 彫刻/屋外彫刻
    - レディ・メイド品など、リサイクルなどでのボウリングの品、トイレのプランター、アンティークの農機具 等
    - 運動彫刻 キネティック・アート
    - マスク
    - オベリスク
    - 再生可能エネルギー彫刻  (Renewable_energy_sculpture) 
    - ワールウィッグ (Whirligig)  : 一般に地面に押し込むことで垂直に支持される動物的な彫刻で、少なくとも一つの回転部材が特徴で、しばしば彫刻の体の一部に見えるように設計されている。

  - 彫像
    - ヒューマンフォーム（Human form）: 人間の姿を描いたもの。人型の庭園装飾品には、一般に地面に突き刺して垂直に支える二次元のものと、三次元のものがある。人型の例としては、コンクリート製のアボリジニ、芝生ジョッキー、グルームズマンなどがある。二次元の人型芝生装飾品の例としては、アーミッシュやペンシルバニアダッチなどの人々を表現したものがある。ペンシルバニアダッチの人型のバリエーションとして、年配の女性がガーデニングのために前かがみになり、下着が見えるように描かれているものがある。
      - バスタブマドンナ（人工洞窟）  (Bathtub_Madonna) : イエスの母マリアの像を浴槽に入れ、半分地中に埋めたもの。マリア像は白いコンクリート製であることが多いが、青い衣服で彩色されることもある。
      - 芝生の騎手 ローン・ジョッキー（ジョッコ、グルームズマン）：奴隷服を着た黒馬の従者の像で、しばしばジョッコとも呼ばれ、小柄なものが多い。グルームズマンはしばしばヒッチポストとして使用された。グルームズマンの起源については諸説あるが、アメリカ南部が起源であることがしられている。市民権運動以降、それほど一般的ではなくなった。キャバリアのバリエーションでは、一般的に白人の姿が描かれている。一説には、最初のグルームスマンはジョージ・ワシントンの依頼で作られたと言われている。
      - コンクリート・アボリジナル (Concrete Aboriginal) ：オーストラリアでかつてよく見られた芝生の置物である。
      - アッシジのフランチェスコ像：自然や動物によく関連する聖人を石膏やセメントで鋳造することがある。
      - ガーデン・ノーム: 小型で一般的にカラフルなノームの彫像である。

    - 動物のオブジェ：カエル、カメ、ウサギ、シカ、フラミンゴ、アヒルなどの動物像をプラスチックやセメントで鋳造したものです。
      - コンクリートのガチョウ　 (Concrete_goose) ：アメリカで人気のある芝生の置物である。
      - プラスチックピンクフラミンゴ  (Plastic_flamingo) ：ピンク色のフラミンゴを等身大で再現したもの。プラスチック製フラミンゴの起源は、1946年にユニオン・プロダクツ社の「Plastics for the Lawn」製品群にあるとする説がある。そのコレクションには、犬、アヒル、カエル、そしてフラミンゴがあった。

  - トピアリー/標本
  - ファウンド・オブジェクト・アート (Found object) ：ボーリングボール (bowling balls) 、トイレのプランター、アンティークの農機具などのアイテムは、芝生の置物として再利用されることがある。
  - Jigglers：プラスチック製または金属製の花や鳥、昆虫をバネ付きの杭に取り付け、風が吹くとジリジリと動くようにしたもの。
  - スピナー（Spinners）: 花びらが風に乗って回転する花のような形が多い。羽を回転させる鳥や昆虫などのバリエーションもある。
  - 灯台: 地元の灯台を小規模に表現したものは、沿岸部で人気がある。
- 月橋  (Moon_bridge) - 小規模の装飾品
- ジグザグ橋
- パゴダ - 小さなバージョン
- 台座 - 例えばテラコッタ、キャストストーン
- ポット
  - 壷
  - セラミックアートの花瓶
- ハンギング・バスケット  (Hanging basket)
- 日時計
- アイキャッチャー  (Eyecatchers)
- ウィンドチャイム/風鈴、エオリアン・ハープ
- 風向計/風見鶏
- 鎖樋
- ししおどし
- 水琴窟
- ブロデリー  (Belvedere (structure))
- 庭園鉄道
- 蓬萊/蓬萊山
- モノプテロス  (Monopteros)
- 月の門  (Moon gate)
- ニンファエウム
- パルテール  (Parterre)
- パビリオン
- 屋外暖炉  (Outdoor fireplace) 
  - スカンジナビアン・グリルハウス  (Scandinavian grillhouse)
- 切り株
- ガーデンルーム (Garden room)

### ギャラリー

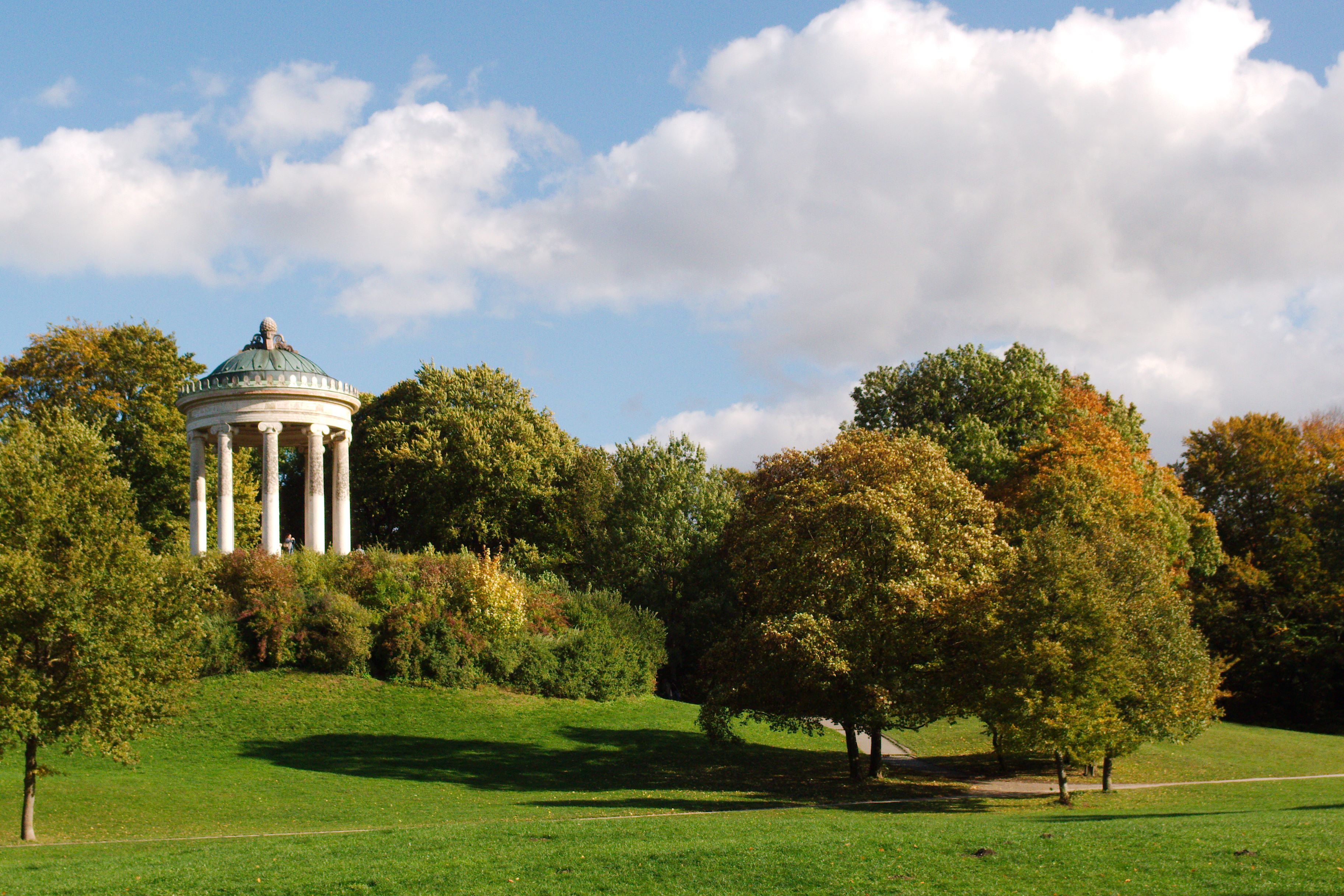
ミュンヘン・イングリッシャーガルテンのモノプテロス
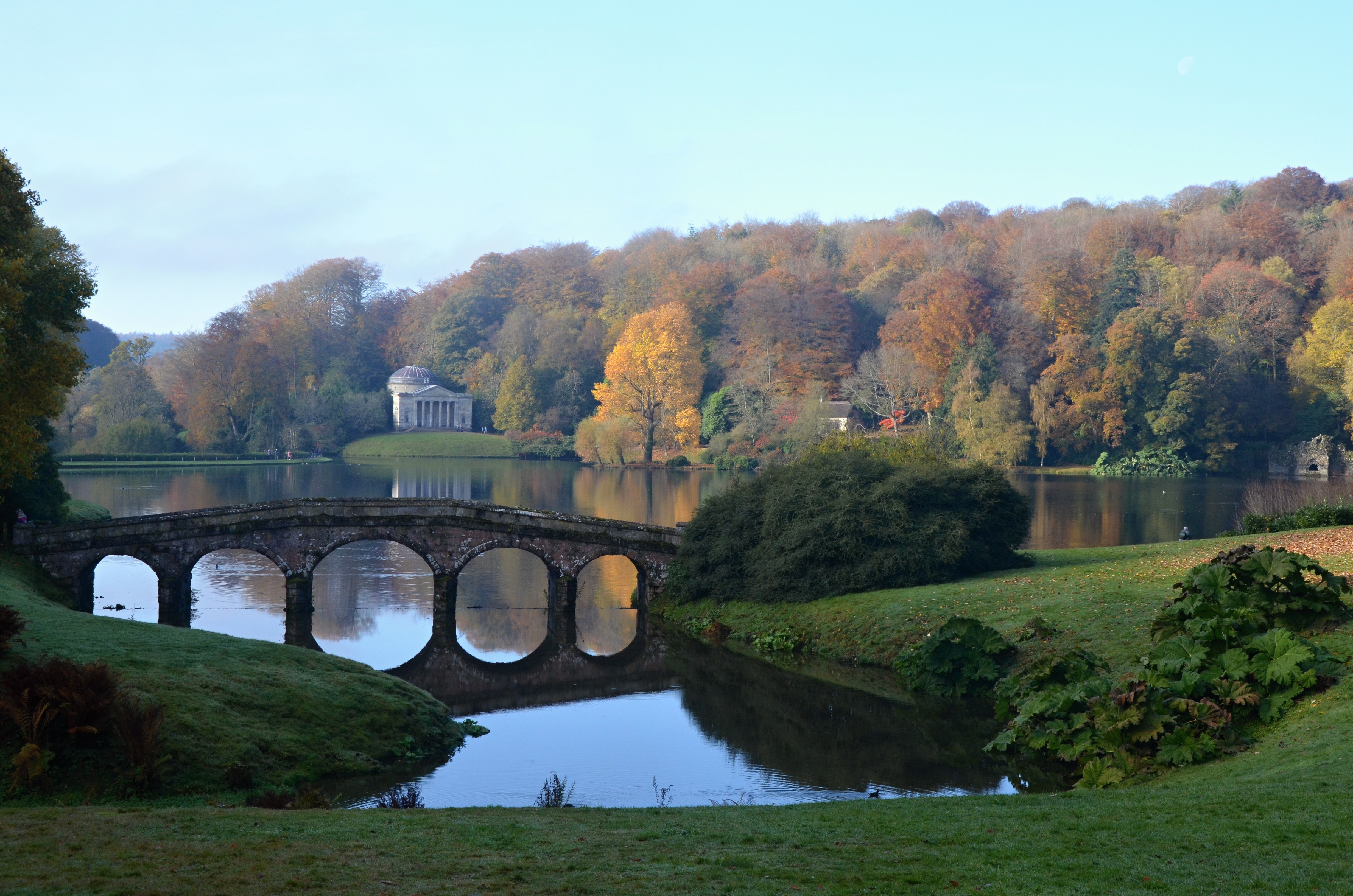
パラディオ橋とスタウアヘッドガーデンの パンテオン
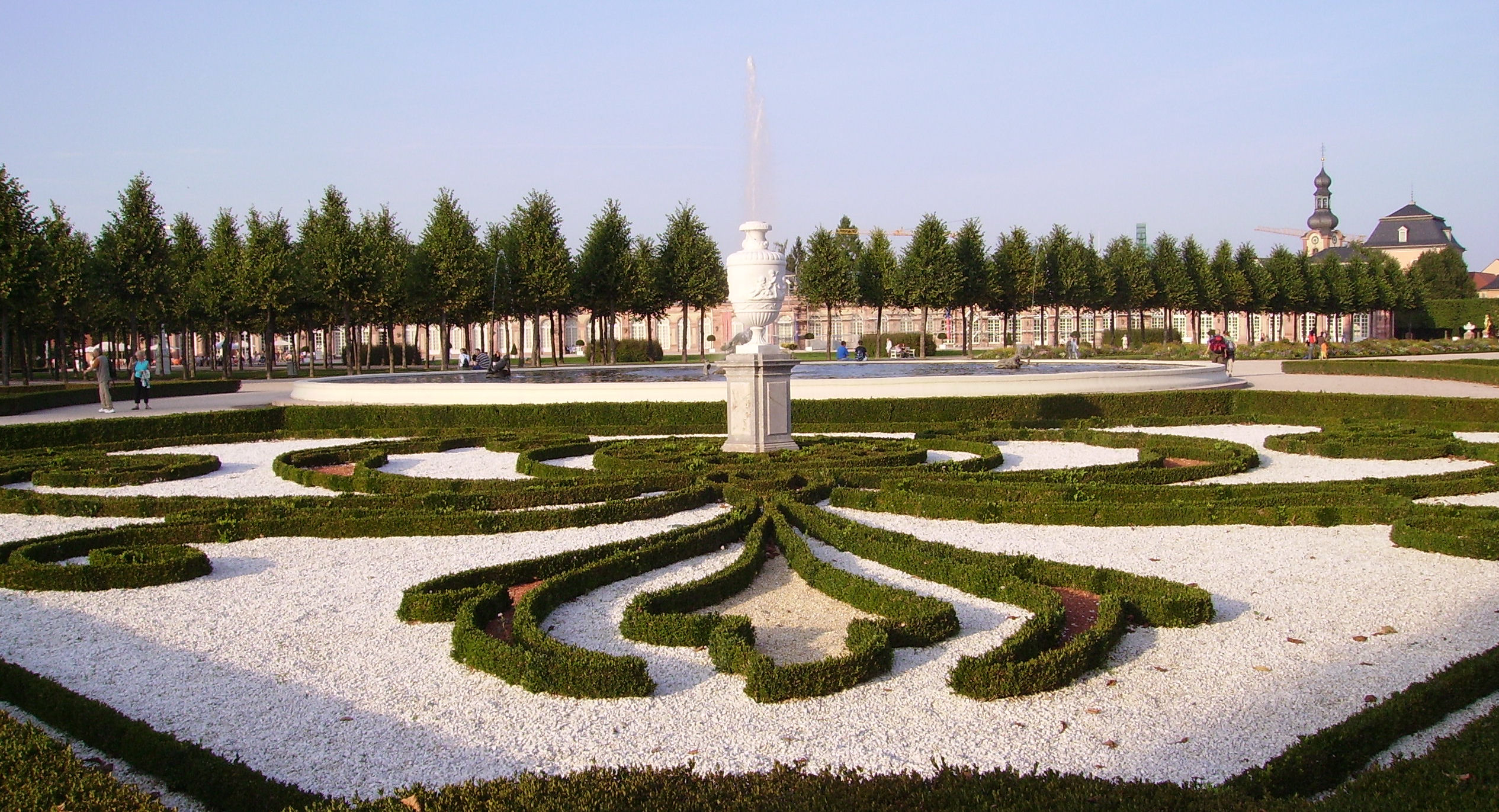
シュヴェツィンゲン宮殿の庭園のBroderie
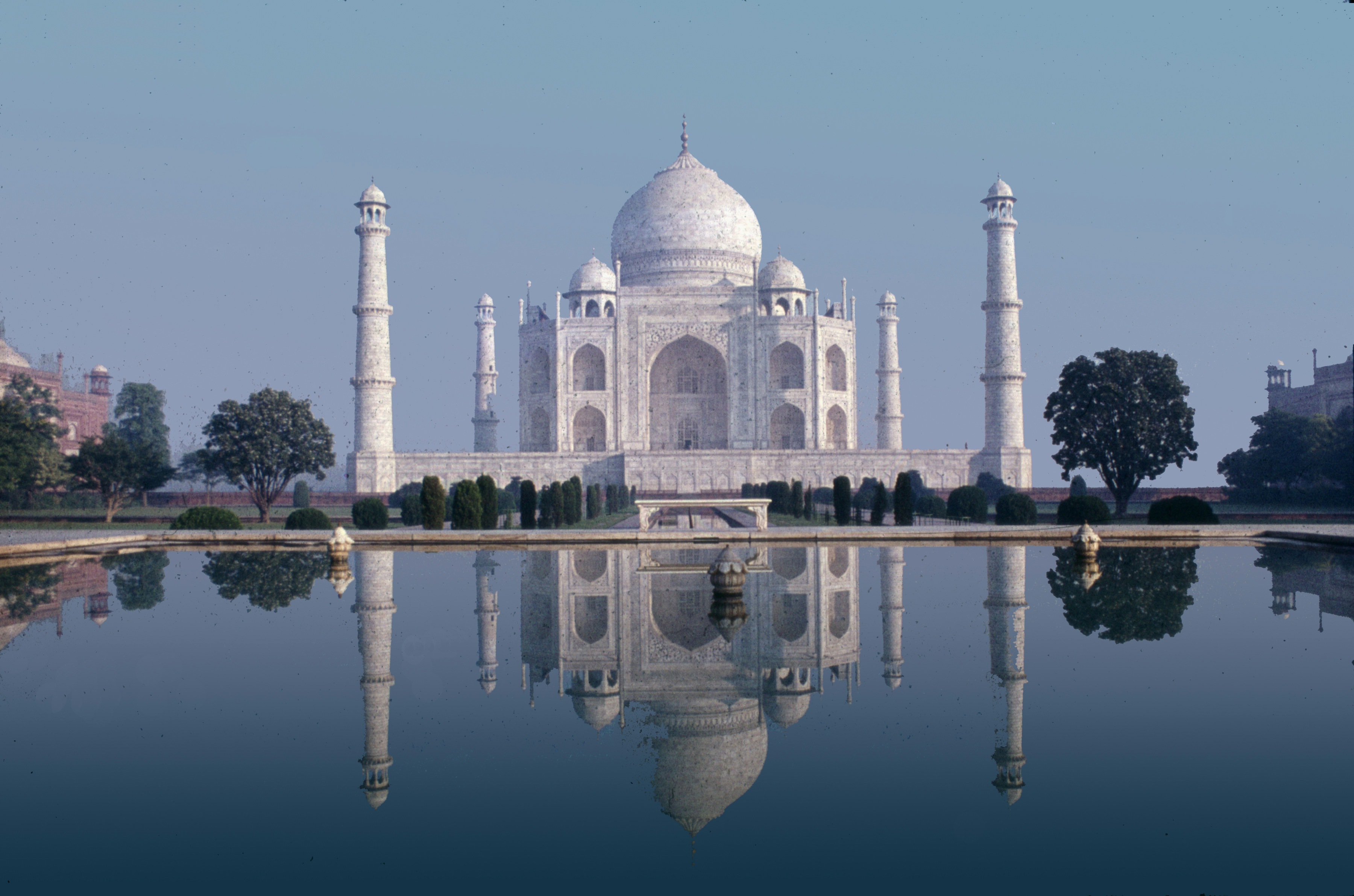
インドのアグラにあるタージ・マハルを 反映した反射プール
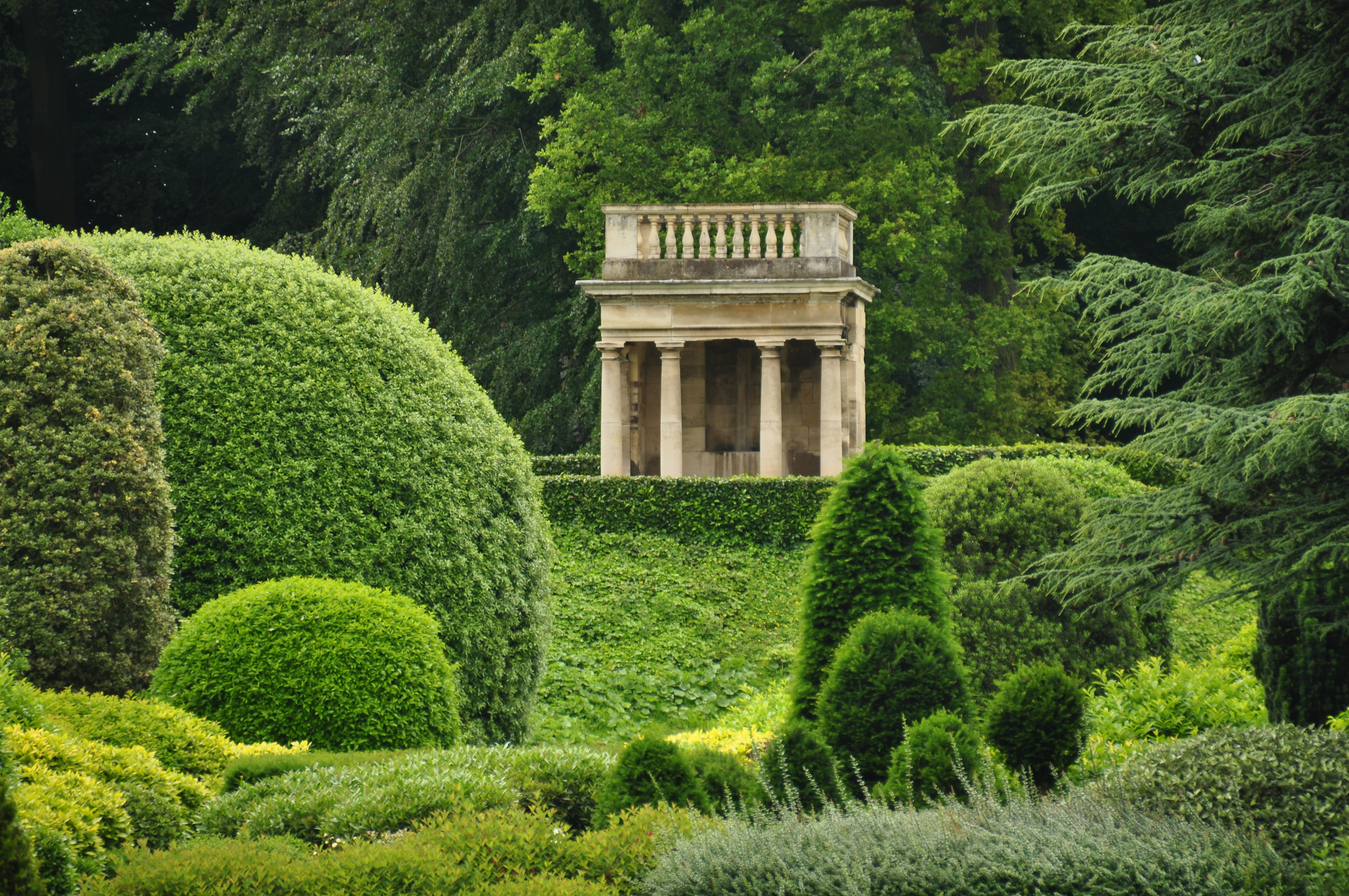
ブロッズワース・ホールの庭にあるフォリー
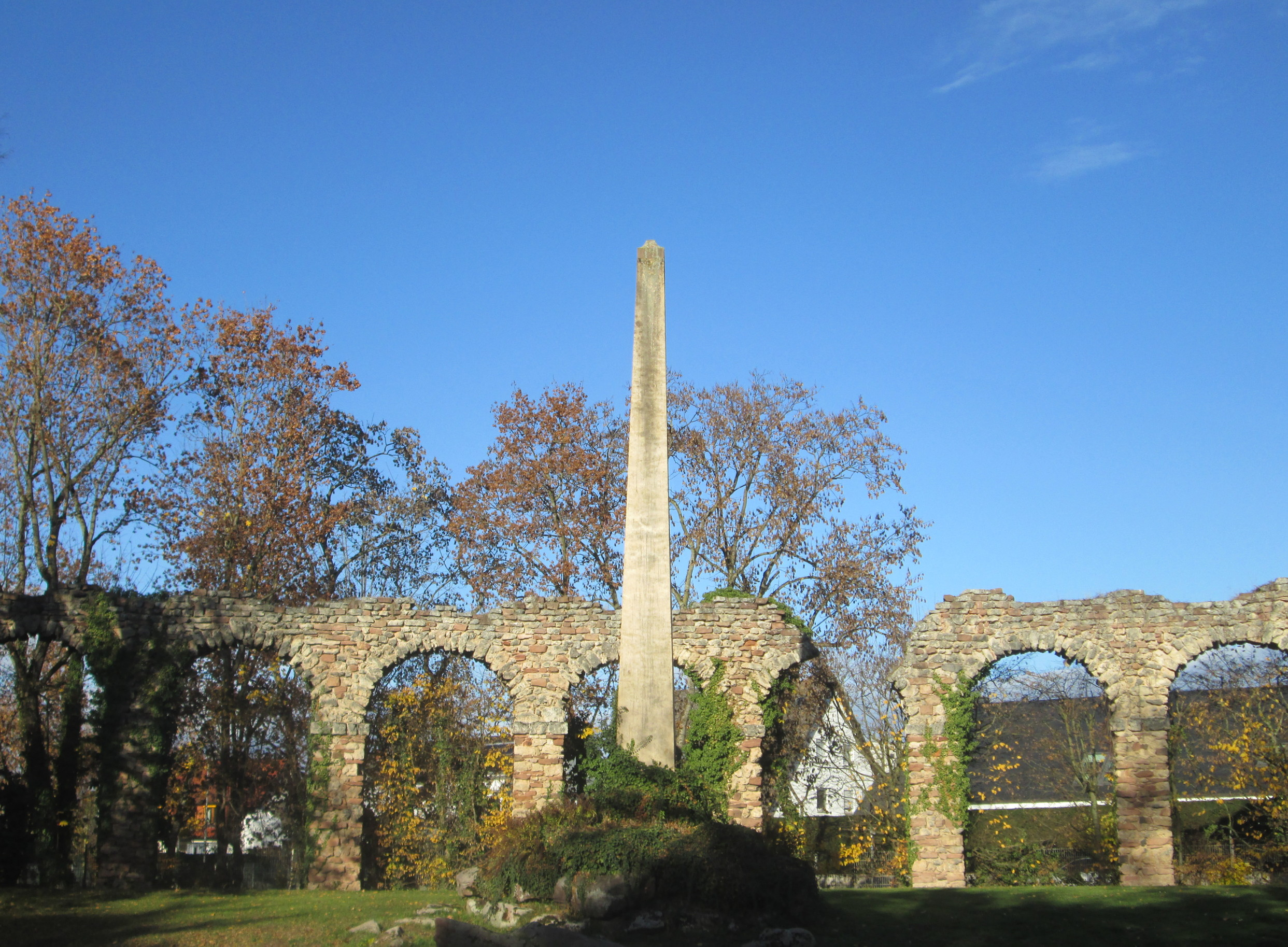
シュヴェツィンゲン宮殿の庭園にある オベリスクとローマの水道橋

## 材料
- 花石綱 タイワンコマツナギ
- アジサイ カンシロギク キキョウナデシコ クサキョウチクトウ
- サフィニア タイタンビカス プロテア ペチュニア ミリオンベル
- 土壌 - 鹿沼土 - バーミキュライト 堆肥
- グラウンドカバー

## 技法
- 借景
- 幾何学
- ヴィスタ

## 書物
- 作庭記
- 清浄の園
- ジャーナル・オブ・ジャパニーズ・ガーデニング

## 日本の名園

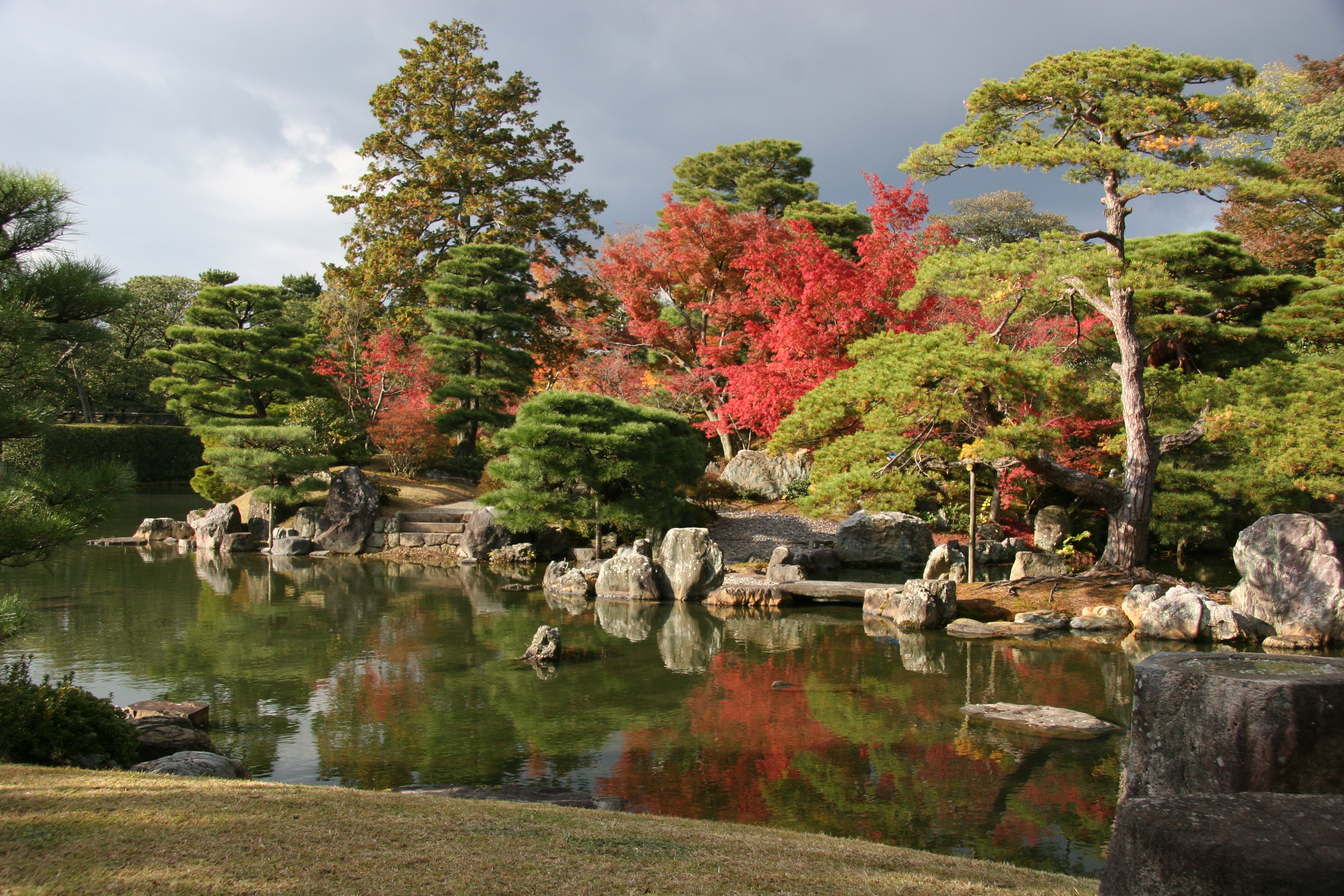
桂離宮

- 日本庭園#著名庭園桂離宮
- 日本三名園
- 東北地方にある日本庭園の一覧
- 夢窓疎石#庭園
- 小川治兵衛#著名な作庭園
- 重森三玲#代表作（見学が可能なもの）
- 芬陀院#庭園
- 綱町三井倶楽部
- 鎌倉文化#庭園
  - 大仙院
  - 龍安寺
  - 桂離宮
  - 修学院離宮

## 世界の名園
- アジアの庭園
  - シャーラマール庭園
  - ペルシャ式庭園
    - エラムガーデン
    - フィンガーデン

  - ムガル庭園
    - ニシャットバグ
    - シャリマーガーデンズ（ラホール）
    - ヤダヴィンドラ庭園（Pinjore）

  - Charbagh
    - タージマハル
    - フマユーン庭園の墓

  - バグ（庭）
    - バグエバブール
    - シャリマーバグ（スリナガル）

  - アンコール・ワット水浴地（カンボジア）
    - ポー中庭

  - プラケーオ中庭（タイ）
  - バンパイン離宮（タイ・アユタヤ）
- 中国庭園
  - アジアの庭園#中国庭園
  - 中国四大名園/蘇州古典園林
  - 燕趙園
  - タイガーバームガーデン (香港)
  - 観音寺中庭（マカオ）
  - 上林苑
  - 日中友好庭園
  - 大観園
  - 香風園
  - 豫園
  - アチムゴヨ樹木園
  - 蘇州の庭園
  - 頤和園夏の宮殿
  - 北海公園ホッカイパーク
  - 豫園
  - 恭王府・プリンスゴングマンション
  - 八芳園 など
- アジアイスラーム系
  - フマーユーン廟#四分庭園
  - アジアの庭園#インド庭園
  - アジアの庭園#イラン庭園
- アンダルス - ムーア建築と庭園
  - セビリアのアルカサル
  - アルハンブラ宮殿（スペイン）
  - ヘネラリフェ離宮（スペイン）

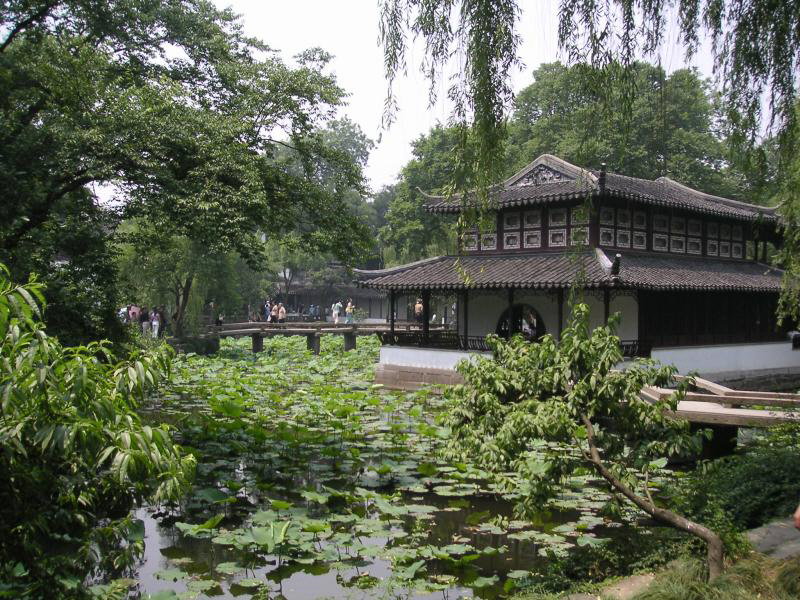
拙政園

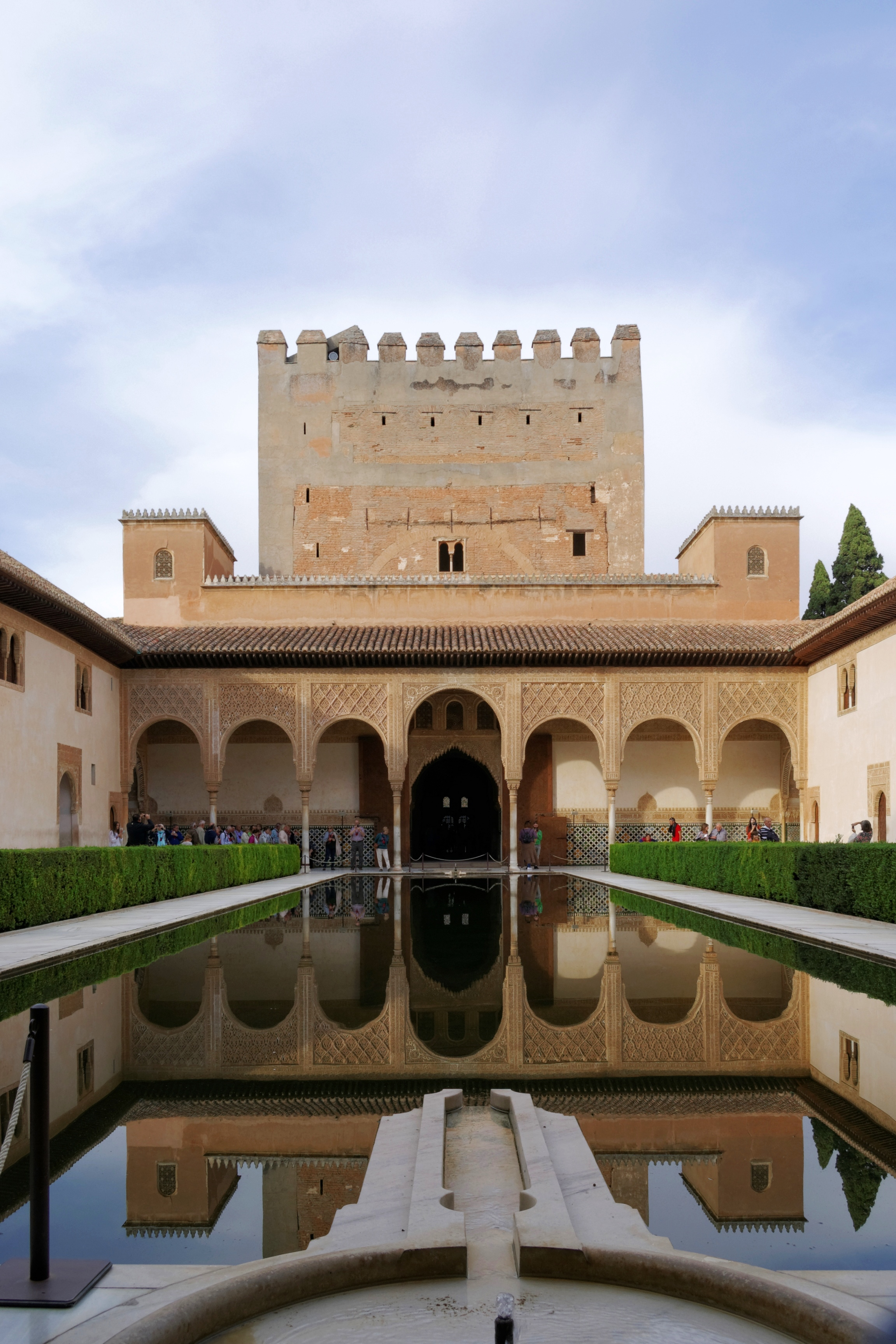
アルハンブラ宮殿の庭園

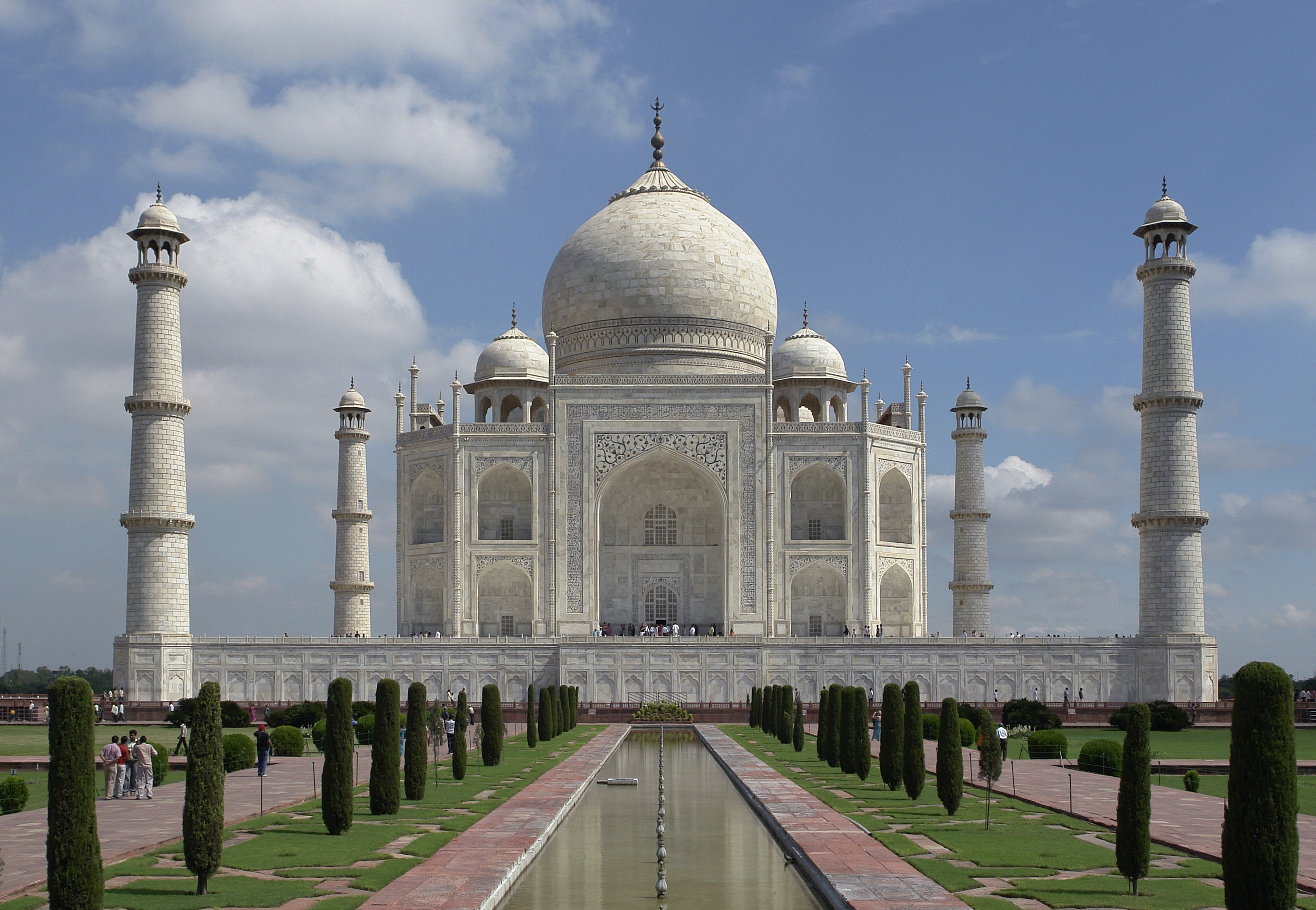
タージ・マハルの庭園

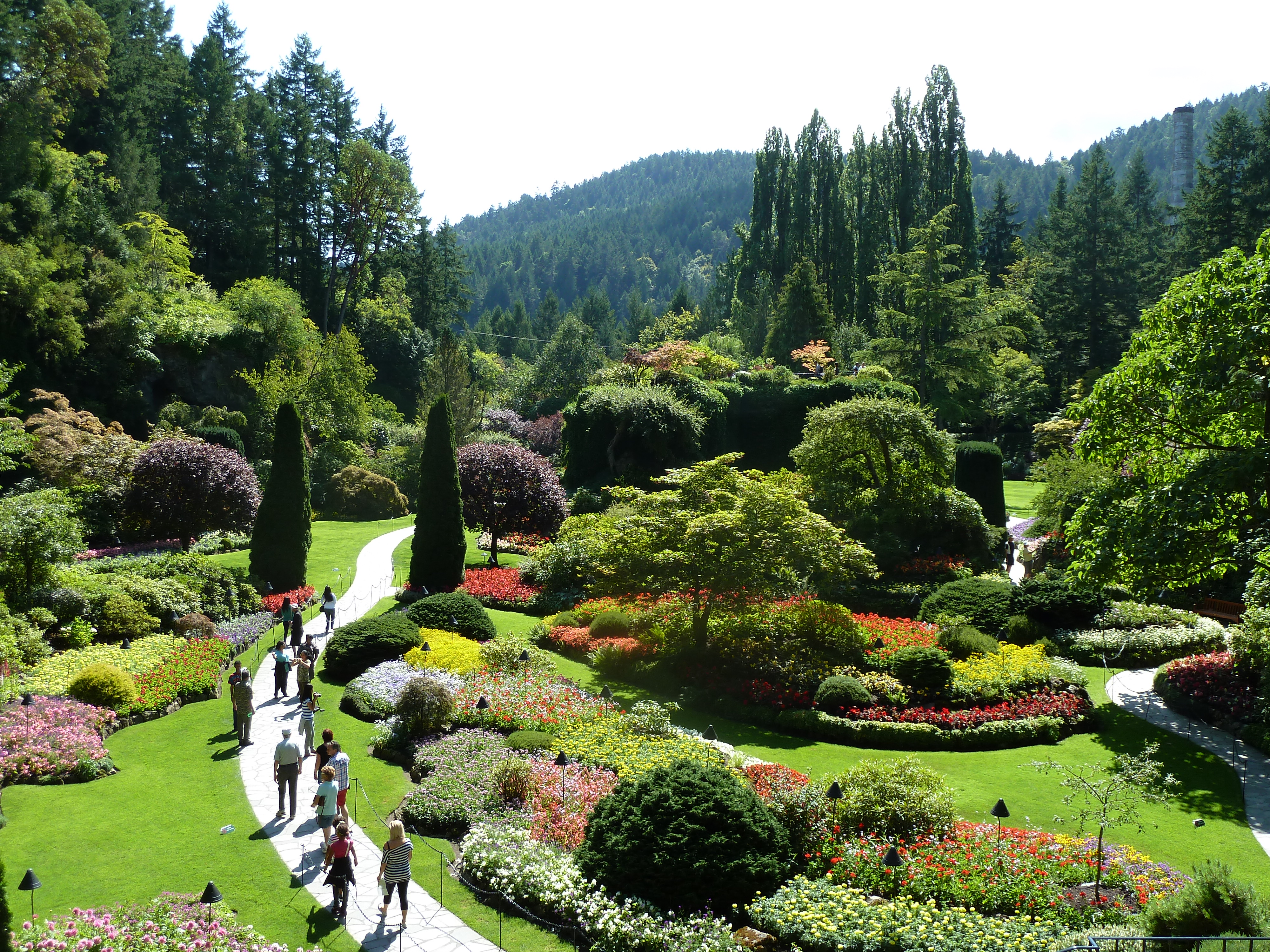
ブッチャート・ガーデンズ

    - グラナダのアルハンブラ、ヘネラリーフェ、アルバイシン（ユネスコの世界遺産（文化遺産）に登録されたグラナダの世界遺産としての名称）

  - コルドバのメスキータ・オレンジのパティオ（スペイン）
  - 大モスク<メスキータ>（スペイン・コルドバ）
  - マディーナ・アッ＝ザフラー（スペイン・コルドバ）
  - 城の庭園（スペイン・モンテアグド）レアル・アルカサル・デ・セビリア

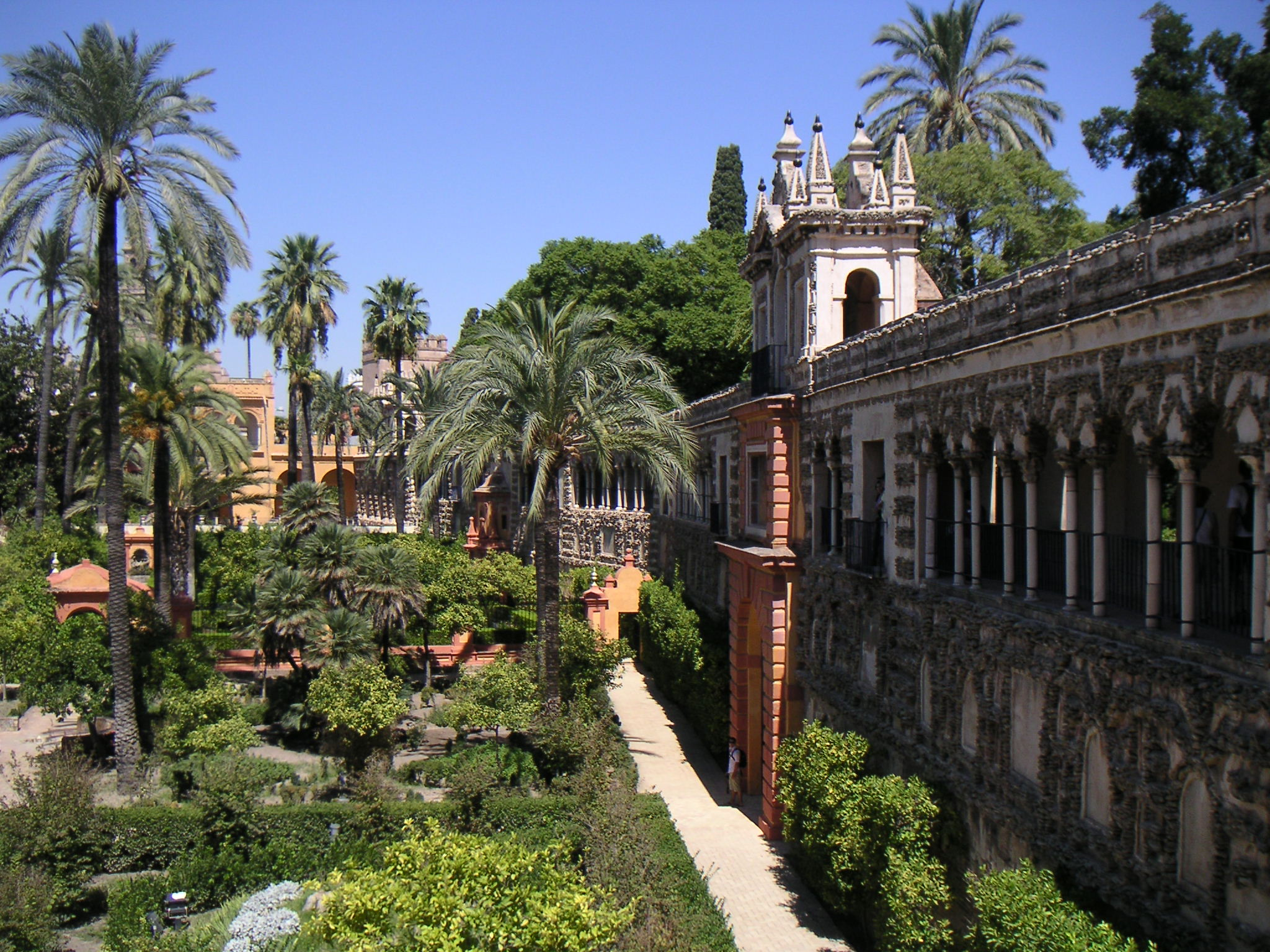
レアル・アルカサル・デ・セビリア

  - ファヴァラ宮殿/ジーザ宮殿（イタリア シチリア・パレルモ）
  - ダール・アル＝バザ/アプド・アル＝カリ・パシャの官殿（モロッコ・フェズ）
  - アクダール庭園/アル＝パディーヴ宮殿（モロッコ・マラケシュ）
  - クトゥビーヤ（モロッコ・マラケシュ）
  - シェーラ墓所（モロッコ・ラバト）
  - バニー・ハンマードの要塞都市庭園・タールアル＝パフル（アルジェリア）
  - アグラプ朝の貯水槽（チュニジア・カイラワーン）
  - プルジュ・アル＝カビール/プルジュ・クッバト・アン＝ナース（チュニジア・マヌーバ）
  - アズハル公園（2005年に開園（エジプト・カイロ）
  - アズパキーヤ庭園（イズベキーヤ庭園）（エジプト・カイロ）
  - フスタート市街地園（エジプト）
  - シャングリラ館（アメリカ合衆国・ハワイ・ホノルル）
  - エニド・A・ハウプト庭園（アメリカ合衆国・ワシントン/スミソニアン博物館）

- 地中海風の庭園
  - 古代ギリシャとヘレニズムの庭園
  - 古代ローマの庭園

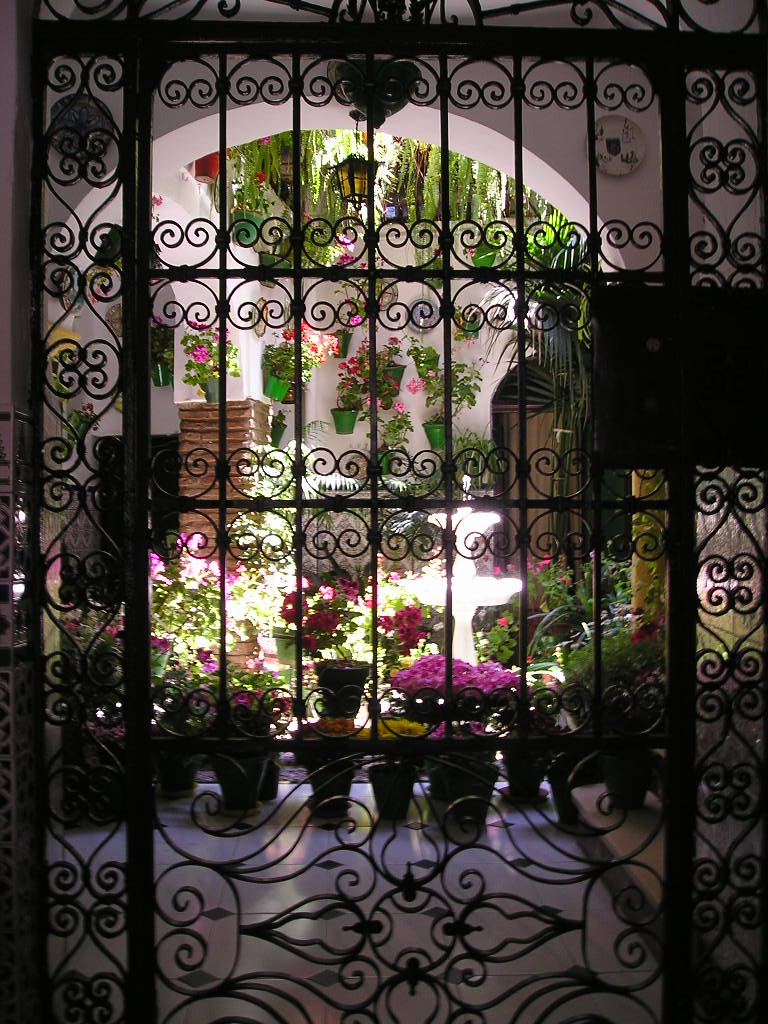
スペイン、コルドバのアンダルシア風パティオ

    - ペリスタイルガーデン - 回廊庭園に進化
    - ヴェッティの家 - ポンペイ
    - オルティサルスティーニ

  - ビザンチン庭園
  - スペイン庭園･アンダルシア風パティオ
  - スペイン・公共庭園
    - ラ・アラメダ・デ・ヘラクレス、セビリア（1574） [3]
    - パセオ・デ・サン・パブロ・デ・エシハ （セビリア）（1578）（破壊された）

  - レアル・ジャルダン・ボタニコ・デ・マドリッド（マドリード王立植物園、1781）
  - オリエンテ広場中央庭園（スペイン）
  - 王宮 (マドリード)カンポ・デル・モーロ（スペイン）
  - キリスト教徒の王たちのアルカサル（スペイン・コルドバ）
  - ラ・グランハ宮殿 - 宮殿を取り巻く庭園は18世紀ヨーロッパの庭園設計の良い見本例の一つとされる
  - カゼルタ宮殿 - 1780年代にカルロ・ヴァンヴィテッリとジョン・グレアファーが設計した英国式庭園がある
- スペイン・プライベートガーデン
  - モンフォルテ
  - ラベリント・デ・オルタ
  - エル・カプリコ・デ・ラ・アラメダ・デ・オスナ
  - ラ・コンセプシオン
  - エル・レティーロ。 一般に閉鎖されていた王立園。
  - FábricadePañosde Brihuega
  - パゾ・デ・オカ
- ハンティントン・ライブラリー中国庭園「流芳園」
- ダーリングハーバー中国庭園 (Chinese Gardens)

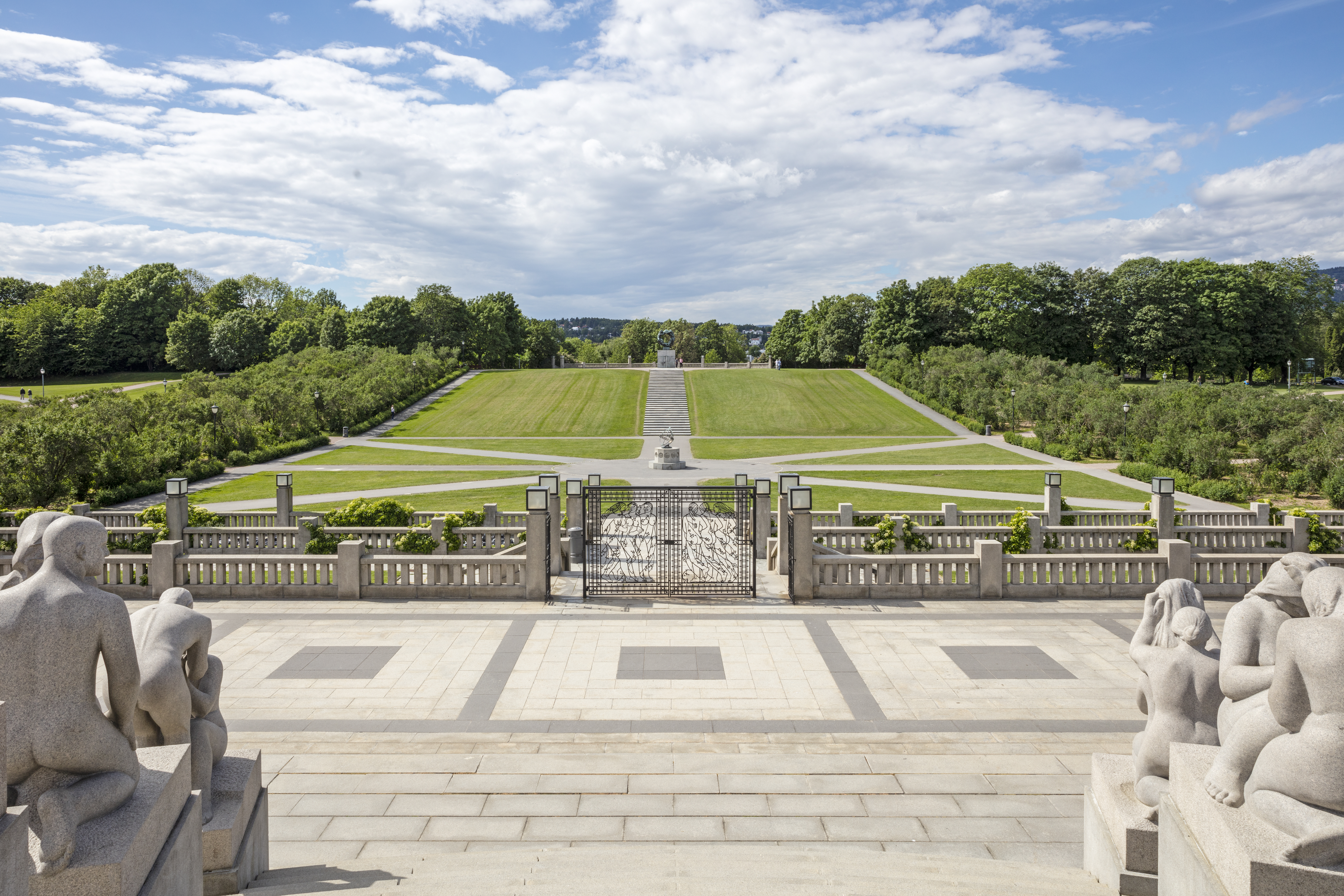
フロッグナーパーク

- フロッグナーパーク（ノルウェー）フロッグナーパーク
- パレスパーク（ノルウェー）
- ニーガーススパークン（ノルウェー）
- スウェーデン・公共庭園ソフィエロ城庭園

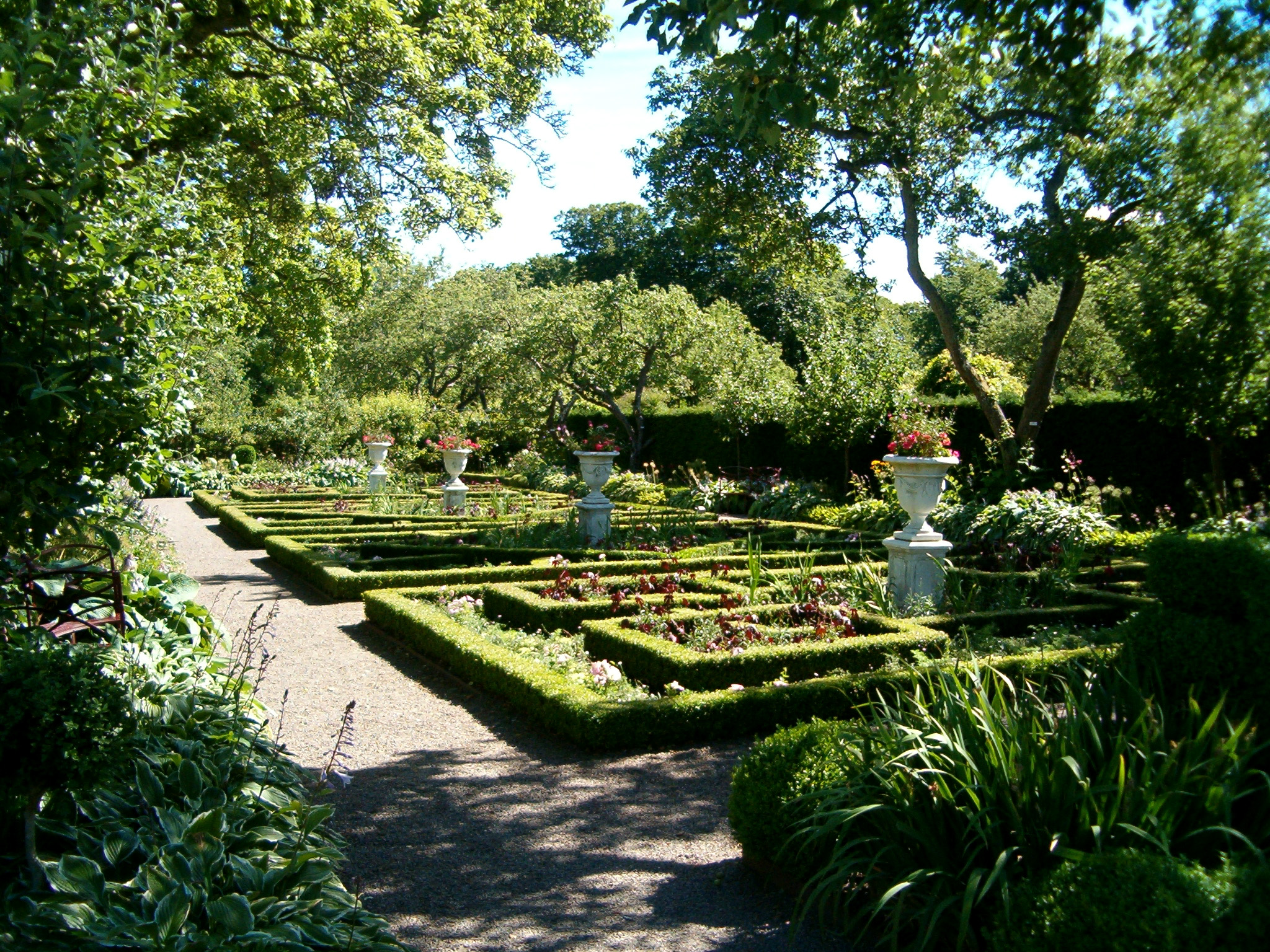
ソフィエロ城庭園

  - Bergianskaträdgårdenドロットニングホルム宮殿の庭園

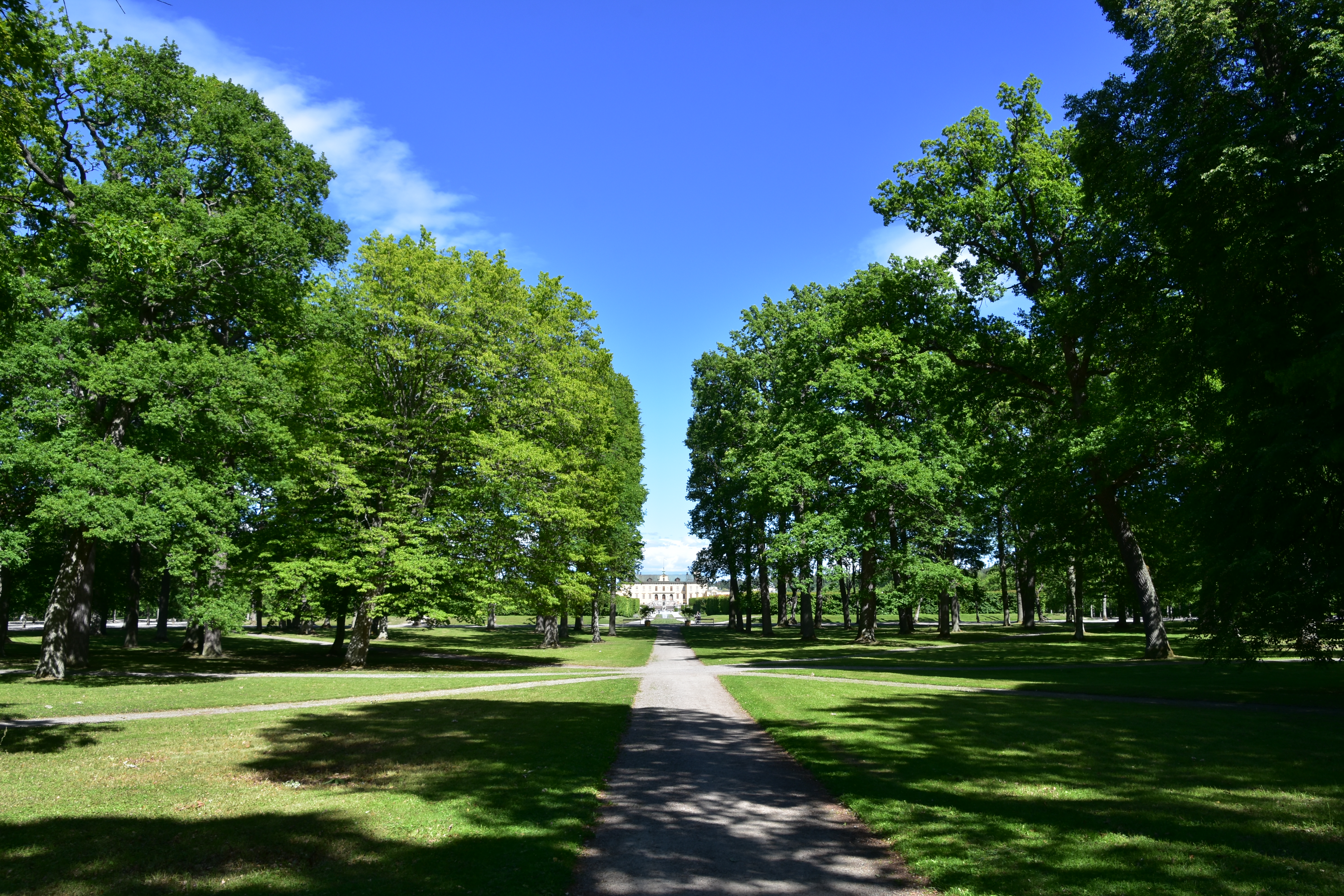
ドロットニングホルム宮殿の庭園

  - Botaniskaträdgården（ルンド）
  - Botaniskaträdgården（ウプサラ）
  - ドロットニングホルム宮殿
  - ヨーテボリ植物園
  - ハガパルケン
  - リンネガーデン
  - リンネハンマービー
  - ノルヴィケンガーデンズ
  - ソフィエロ城
- アレキサンダー庭園（無名戦士の墓、ロシア・モスクワ）
- クスコボ（ロシア）
- アルハンゲリスコエ・エステート（ロシア）
- ツァリツィノ（ロシア）
- オスタフィエボ（ロシア）
- Vlakhernskoye-Kuzminki（ロシア）

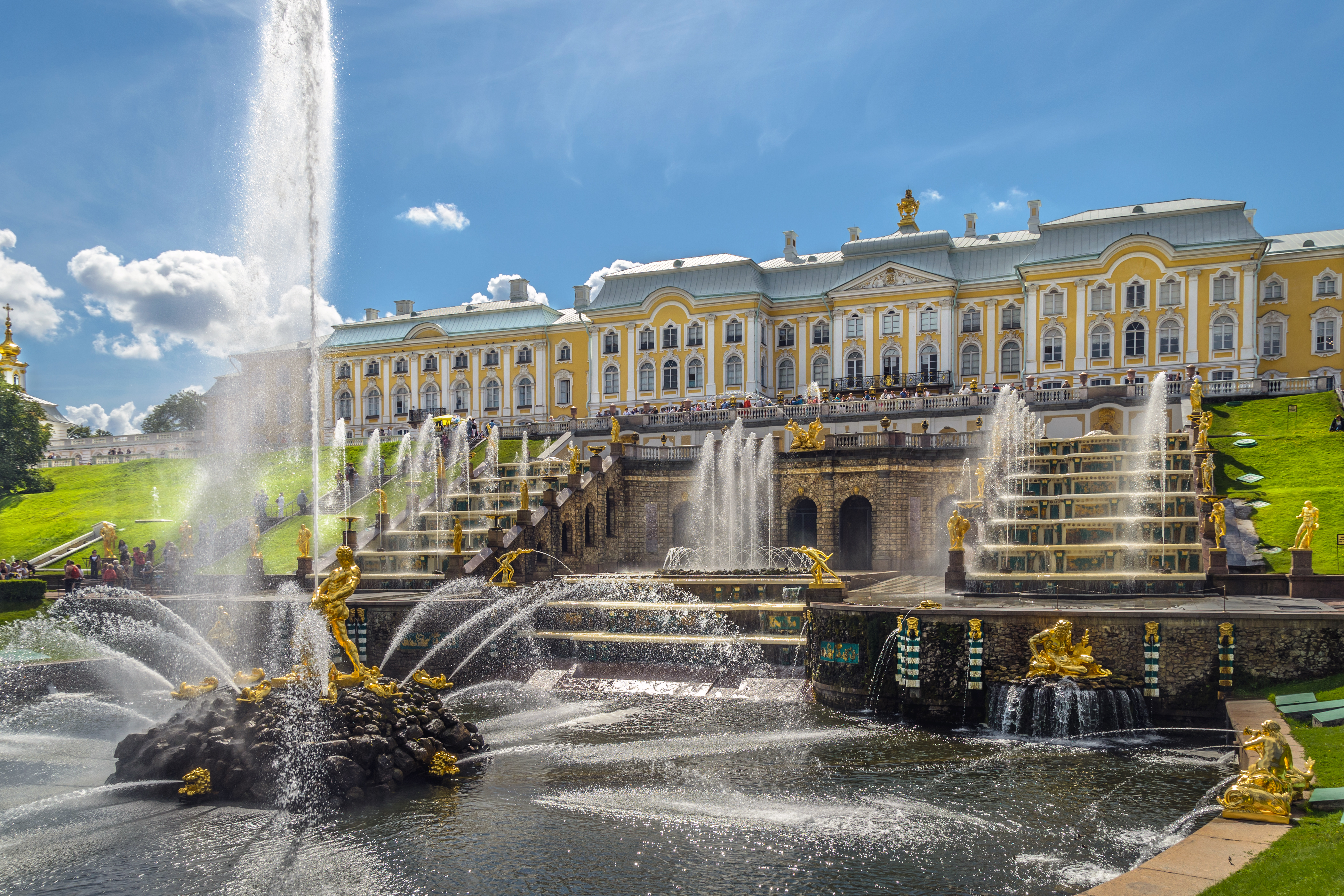
ペテルゴフ・グランドカスケード

- パブロフスク・ガーデン（ロシア）
- ペテルゴフ宮殿（ロシア）ペテルゴフ・グランドカスケード
- サマーガーデン（ロシア）
- モンレポ（ロシア）
- ビビティ（ロシア）
- ルブリノ（ロシア）クスコヴォの公園
- A・V・フォミン植物園（ウクライナ）
- クレメネット植物園（ウクライナ）
- ソフィフスキー公園（ウクライナ）

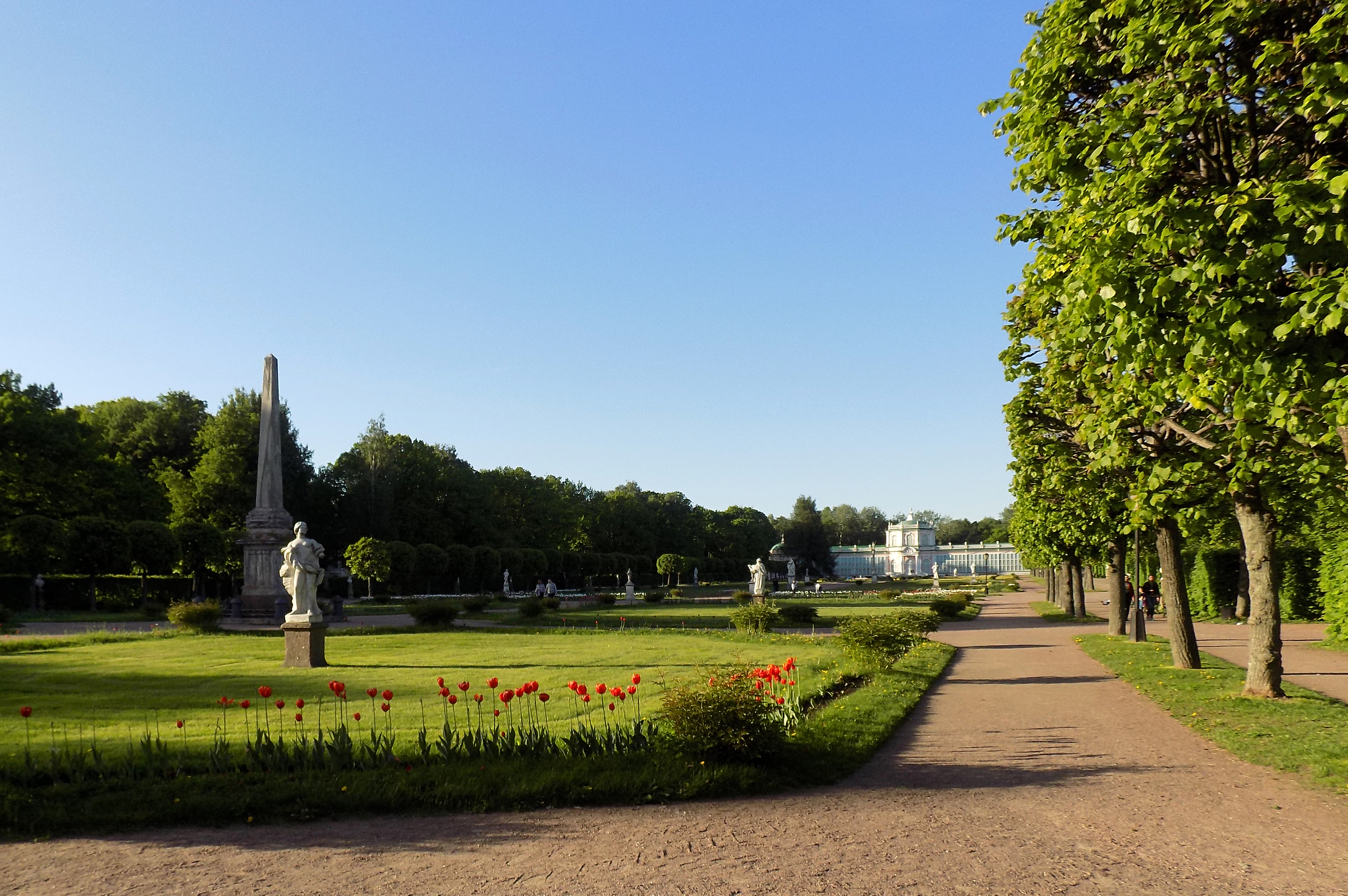
クスコヴォの公園

- M.M.グリシュコ国立植物園 （ウクライナ）
- ポゾニー大司教の庭園（ハンガリー）
- グダ城の庭園（ハンガリー）
- シティパーク（ブダペスト） （1810）
- ヴィルヘルムスヘーエ（ドイツ）
- ヴェアリッシの庭（ドイツ）
- エレミタージュ（ドイツ）
- ムスカウパーク
- デッサウ・ヴェルリッツの庭園王国ムスカウ公園
- ヘレンハウゼン王宮庭園

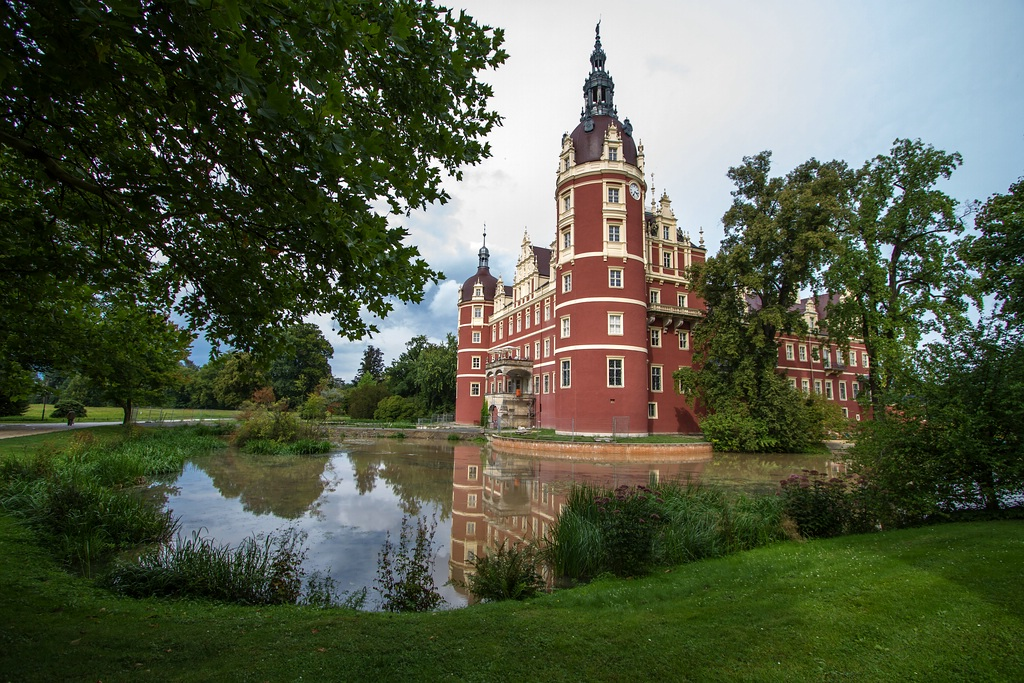
ムスカウ公園

- Elswout（ハールレム近郊、オランダ）
- ヘットロー（オランダ）
- Hof van TwenteのTwickel城、Weldam城、Warmelo城の庭園（オランダ）
- ミン・ルイス庭園（Dedemsvaart、オランダ）エルスワウト

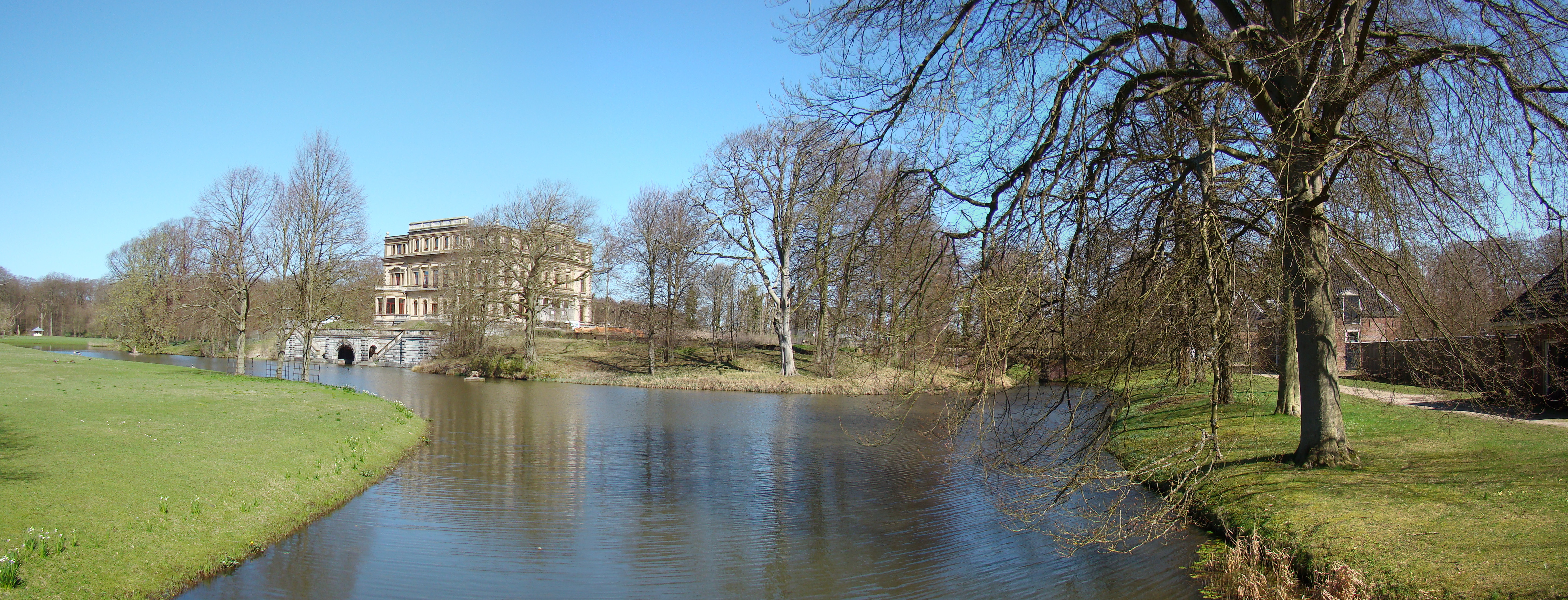
エルスワウト

- パイエット・アウドルフ庭園（Hummelo）オランダ）
- アルカディア （ポーランド）
- バラノフ・サンドミエルスキ（ポーランド）
- クラシシン（ポーランド）
- ワジェンキ公園 、 ワルシャワ（ポーランド）
- マスカウアーパーク（ムスカウ公園）ワジエンキ公園
- ニエボロウ（ポーランド）

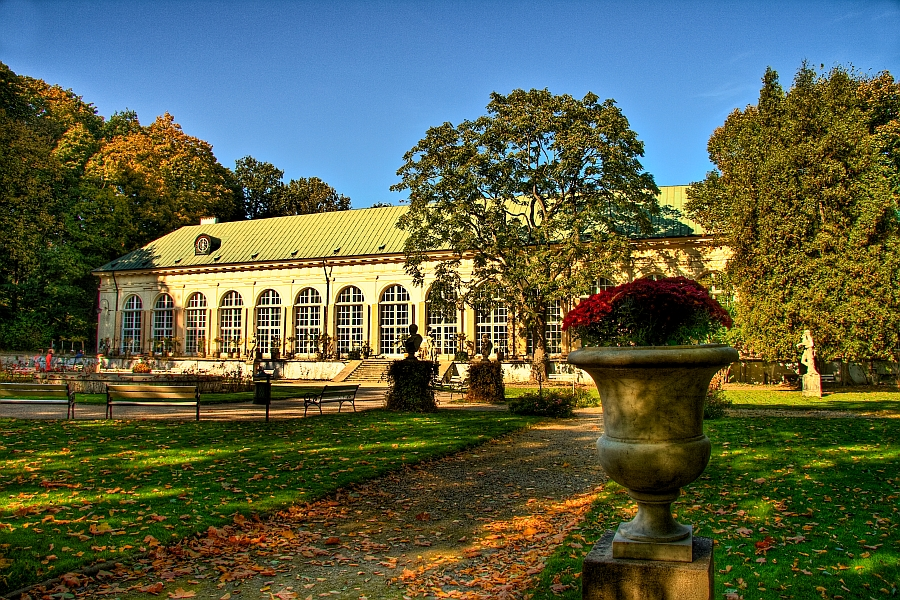
ワジエンキ公園

- サクソンガーデン 、 ワルシャワ（ポーランド）
- ヴィラヌフ宮殿（ポーランド）
- ピア荘（ヴァチカン市国）
- パンサの家庭園遺跡（イタリア）
- ヴェッティの家庭園遺跡（イタリア）
- セントラル教会のクラウストルム（イタリア）
- アドリアーナ荘（イタリア）
- イタリア式庭園#主なイタリア式庭園
  - ベルベデレ園（イタリア）
  - エステ荘（ティヴォリのエステ家別荘、イタリア）
  - ボマルツォヴィラデステ

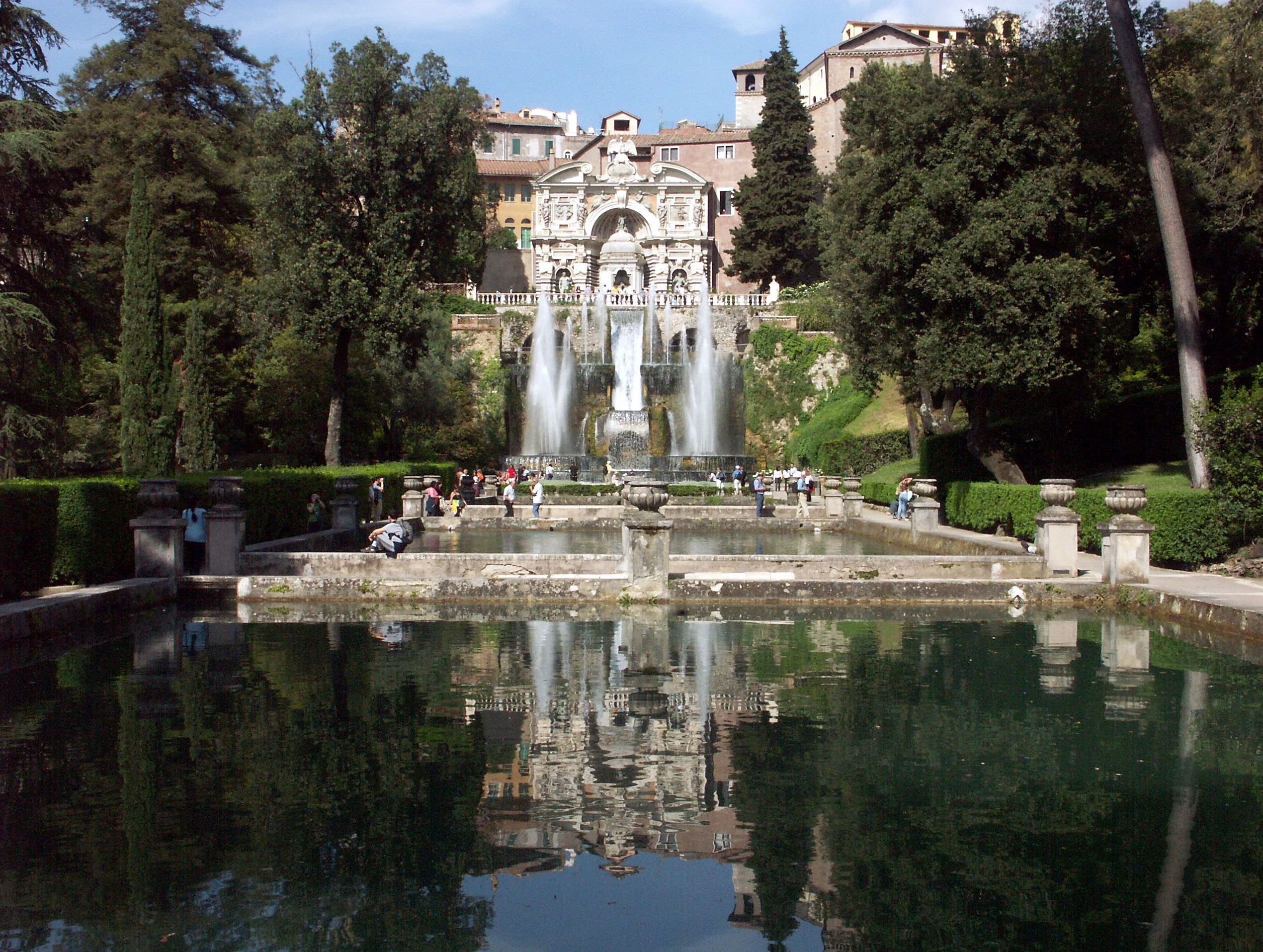
ヴィラデステ

  - ヴィッラ・アドリアーナヴィッラ・アドリアーナ (ティヴォリ)
  - ジャルディーノギウスティ
  - レッジャ・ディ・カセルタ（カゼルタ宮殿）
  - ボーボリ庭園
  - ヴィラガンベライア
  - ヴィラランテ
  - ヴィラマッセイ
  - フォンテーヌブロー宮殿 など
- カンポヴァッチーノの古代ローマフォーラム 、ローマ（1656）地区のポプラモール（破壊された）
- フランス式庭園#代表的なフランス庭園（平面幾何学式庭園） ヴェルサイユ宮殿の庭園

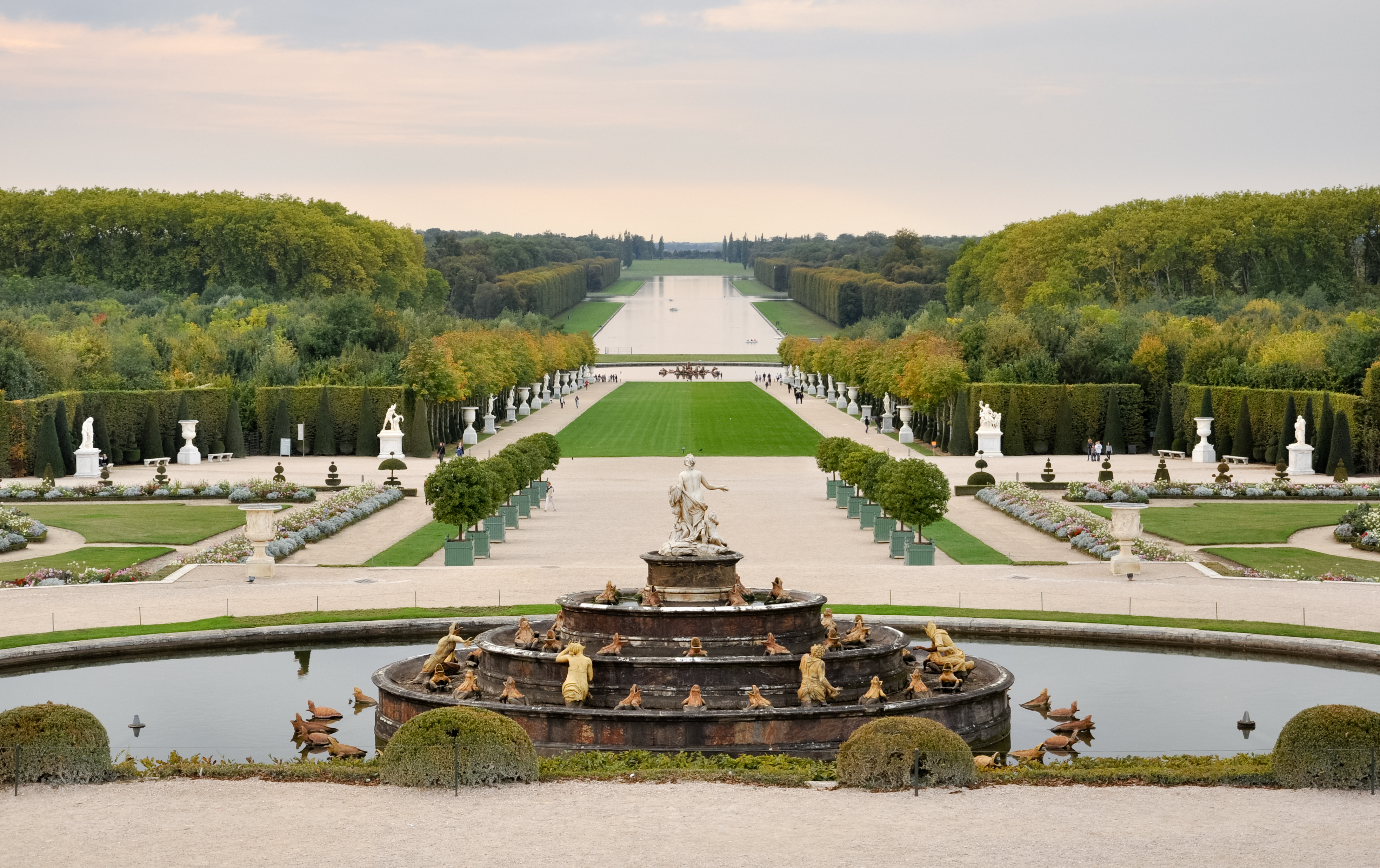
ヴェルサイユ宮殿の庭園

  - ヴォー＝ル＝ヴィコント（ヴォー＝ル＝ヴィコント城、フランス）
  - ヴェルサイユ宮苑（ヴェルサイユ宮殿、フランス）
  - フォンテーヌブロー宮殿
  - マルリー宮殿
  - ヴィランドリー城
  - エルムノンビル
  - ジヴェルニージヴェルニー

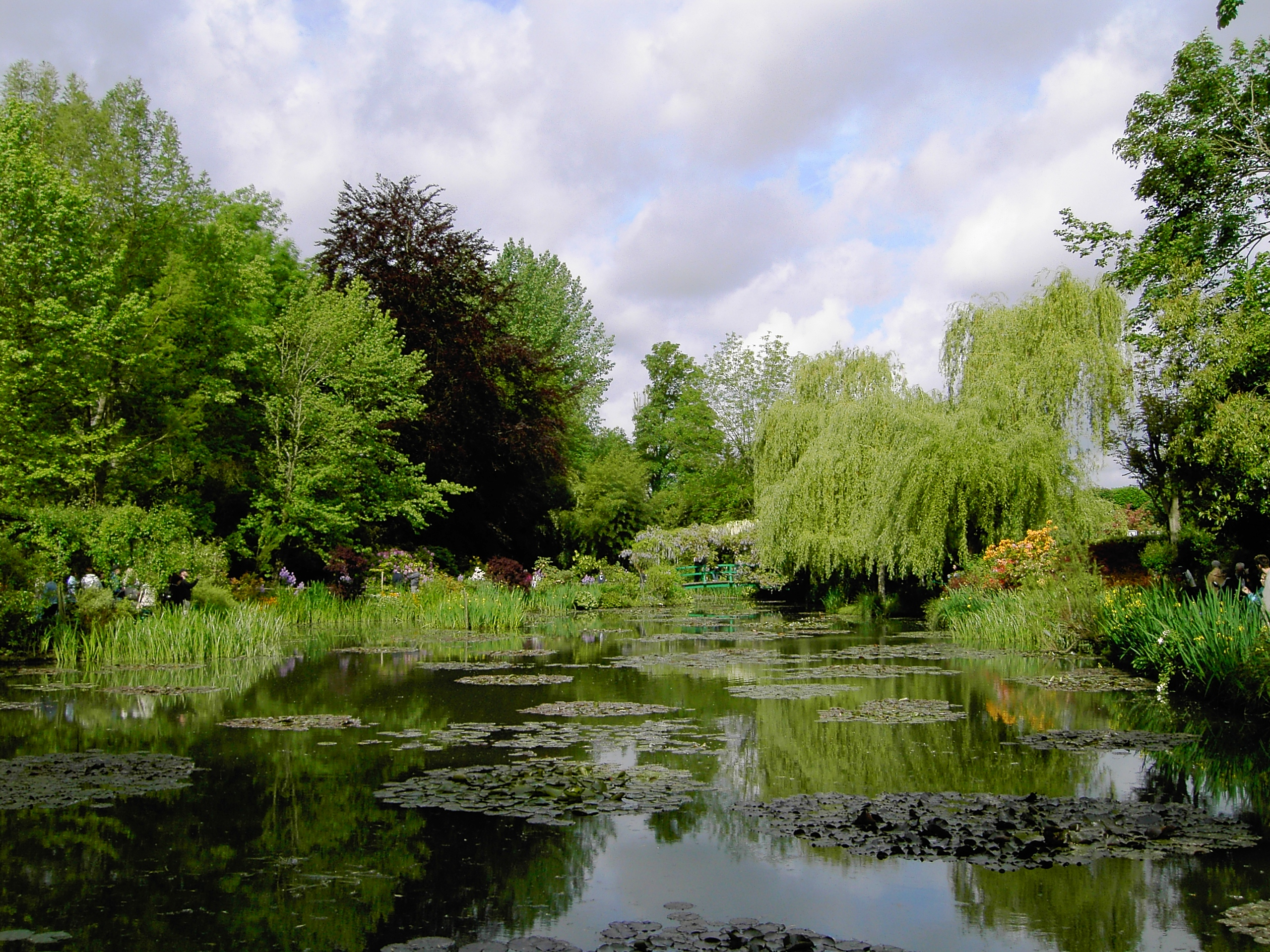
ジヴェルニー

  - エステルーシィ候の城（ハンガリー）などシャトードヴィランドリー庭園
- フランス風景式庭園
- フランスにある庭園
  - エルムノンヴィル（フランス）
  - ケ・ブランリ美術館庭園

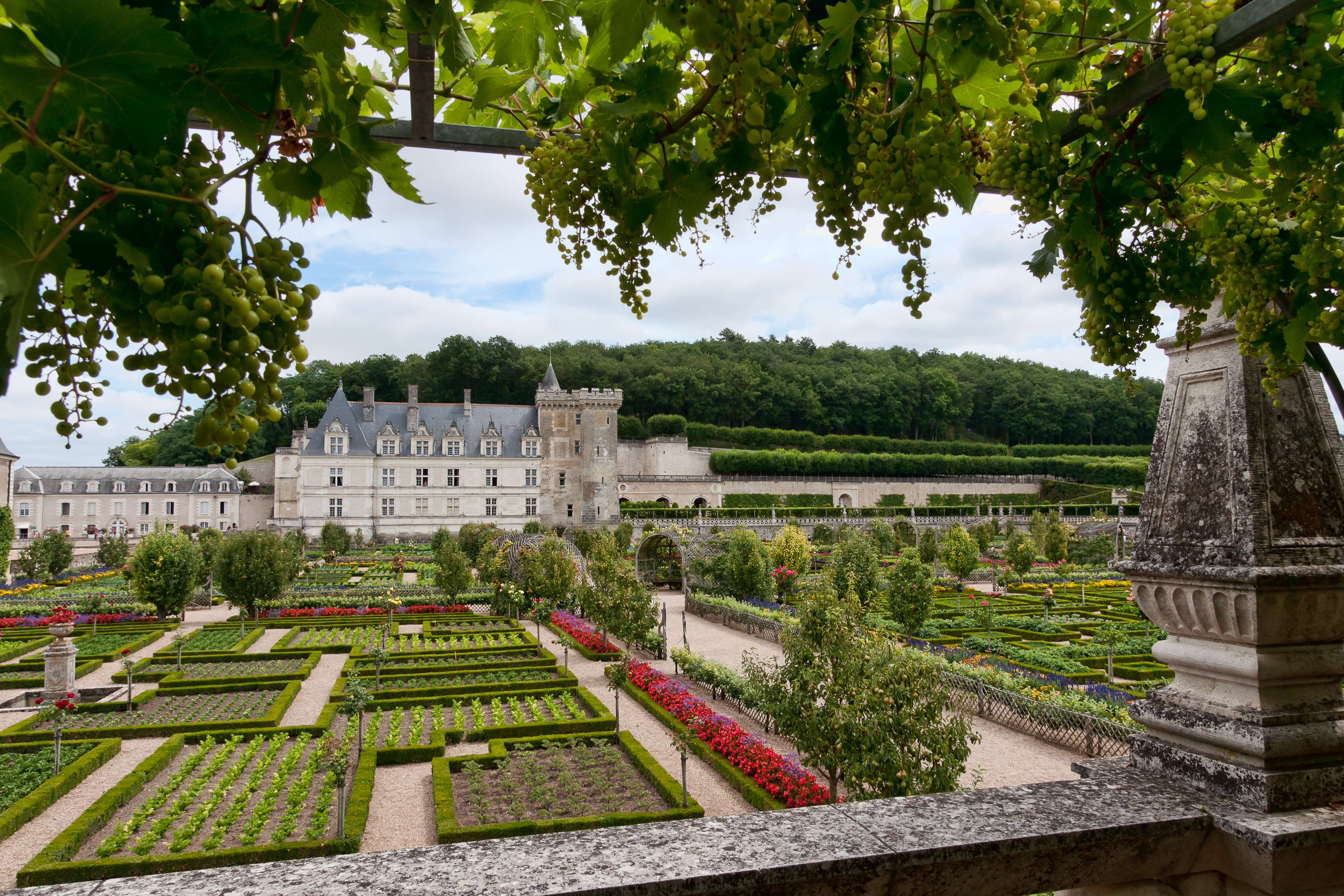
シャトードヴィランドリー庭園

  - Le rucher-ecole （養蜂所-学校）
  - ピカシエットの家（Maison Picassiette）
  - モネのジヴェルニー庭園（Claude Monet’s Garden of Giverny）
  - クロード・モネの睡蓮
  - エリニャックの館（Manor d’Eyrignac） トピアリー庭園
  - ジャン・コクトーの庭
  - サン ベルナールの庭園
  - ノアイユ子爵夫妻邸ノアイユ荘（La Villa Noailles）- マン・レイ監督の映画「Les Mysteres du chateau de De」の舞台としても使われている
  - ラ・ファビュロズリー
  - 我らふたりの庭
  - ロベール・タタン美術館
  - ラ・カテドラル
  - シミエ円形競技場公園・シミエ修道院小庭園
  - コロンビエール庭園
  - ラ・マドーヌ庭園
  - 郵便配達夫シュヴァルの理想宮
  - ルノワールの家の庭園
  - クリスチャン・ディオールのバラ園
  - シャリー大修道院の庭
  - オーヴェール＝シュル＝オワーズ
  - シベールの池
  - フォンテーヌ・ド・ヴォークリューズ
  - サン・タンドレ大修道院
  - マルキ・ド・サドの城
  - 錬金術師の庭
  - サン・ポール・ド・モゾール修道院（サン・レミ・ド・プロヴァンス総合文化センター）の庭園
  - サン・トロフィーム教会
  - サン・ソヴール大聖堂の庭
  - ヴァンドーム小館
  - ユニテ・ダビタシオン屋上庭園
  - マーグ財団美術館庭園
  - アンドレ・シトロエン公園（青の庭や温室庭園など）
  - ジャルダン・アトランティック
  - プロムナード・プランテ
  - カルティエ現代美術財団本部庭園
  - フランソワ・ミッテラン図書館庭園
  - ベルシー公園
  - ニース近現代美術館庭園
  - ブールデル美術館庭園
  - ザッキン美術館
  - ペール・ラシェーズ墓地庭園
  - アジェ通りブラッサイ庭園
  - ルネ・ル・ガル
  - R・ヴィヴィアニ
  - シェーズ・レガミエ
  - エミール・ガレ庭園
  - 自然庭園
  - カトリーヌ・ラブーレ庭園
  - 庭師の袋小路
  - ジョルジュカーン小園
  - グラン＝ブロトゥロー園
  - ブロセ園
  - ラ・スルス花園
  - フィッシュ広場
  - ニーム・フォンテーヌ庭園
  - ナンシー派美術館の庭
  - ラ・ペピニエール
  - エペルネー市庁舎庭園
  - アルクビューズ庭園
  - ブールジュ大司教館
  - ブレ・フィショー庭園
  - ベルヴェ庭園
  - ペトラルカ記念館の庭
  - ロジェ・ラ・ドン庭園
  - ジョアン・ミロ庭園
  - Rガブリエル・ド・ラ・サル庭園
  - マルコ・ポーロ庭園
  - ジュミエージュ大修道院の庭
  - サン＝マクルーのアトリウム
  - モン・サン＝ミシェル大修道院の庭
  - ロテヌフ岩面彫刻群
  - プレイヴェン小教区教会境内
  - トレヴァレスの館
  - ラニロン館
  - ロクロナン
  - ドメニコ会修道院庭園
  - サン・ピエール教会の庭
  - ロゼーヌ聖堂の庭
  - エリニャック庭園
  - リモージュ司教館庭園
  - ヴィシー源泉園
  - ノートル・ダム・デュ・ビュイ大聖堂
  - ラ・テット・ドール
  - ダルシー庭園
  - フォントネーズ大修道院の庭
  - ウンテルリンデン美術館の庭
  - ゴシック庭園
  - ボムリー社シャンパーニュ風景庭園
  - コンピエーニュ城
  - ジャン・ジャック・ルソー園
  - エルムノンヴィル砂の海
  - モンマントルのぶどう園・葡萄畑
  - テュルリュール園
  - ロン・ポアン・デ・シャン・デ・リゼ
  - ヴェールギャランの小庭園
  - L・ブラシュ小園
  - ティノ・ロッシ庭園
  - ジョルジュ・ブラッサンス園
  - ジャン・コクトー小園
  - ヴァル＝ド＝マルヌ薔薇園（フランス、ライ＝レ＝ローズ）
  - ムーティエ庭園
  - カノン館の庭
  - ガレンヌ遊歩道
  - ショーモン城の庭
  - ブロワ司教館庭園
  - ファーブルの家
  - ルーサン館の庭
  - ロンシャン宮殿ロンシャン庭園
  - ヴァル・ラメー庭園
  - ポン＝タヴァン
  - ケルレヴナンの館
  - タボール庭園
  - ペリーヌ庭園
  - グランド・モスケ・ド・パリ
  - シネマ・ラ・パゴッド
  - パルク・オリエンタル
  - アルベール・カーン博物館
  - プラフランスの竹園
  - クーランス城
  - 禅の庭
  - シャントルーのパゴダ
  - カッサンの中国パビリオン
  - ファルバラ園とファルバラ荘
  - ル・シクロップ
  - ダンケルク現代美術館彫刻の庭
  - ヴィラ・サヴォア
  - サン・コーム小修道院
  - クロ・リュセ
  - シュノンソー城
  - 空想庭園
  - セール・ド・ラ・マドヌ
  - エフリュシ・ド・ロートシルト邸
  - アルベルタ庭園
  - デゼール・ド・レッツ
  - フランス・公共庭園
    - シャンゼリゼ 、パリ（1640）
    - Jardin des Tuileries 、パリ（1664）
    - ブローニュの森 、パリ（1852）
    - ヴォージュ広場 、パリ（1682）ヒドコートマナーガーデンのホワイトガーデン

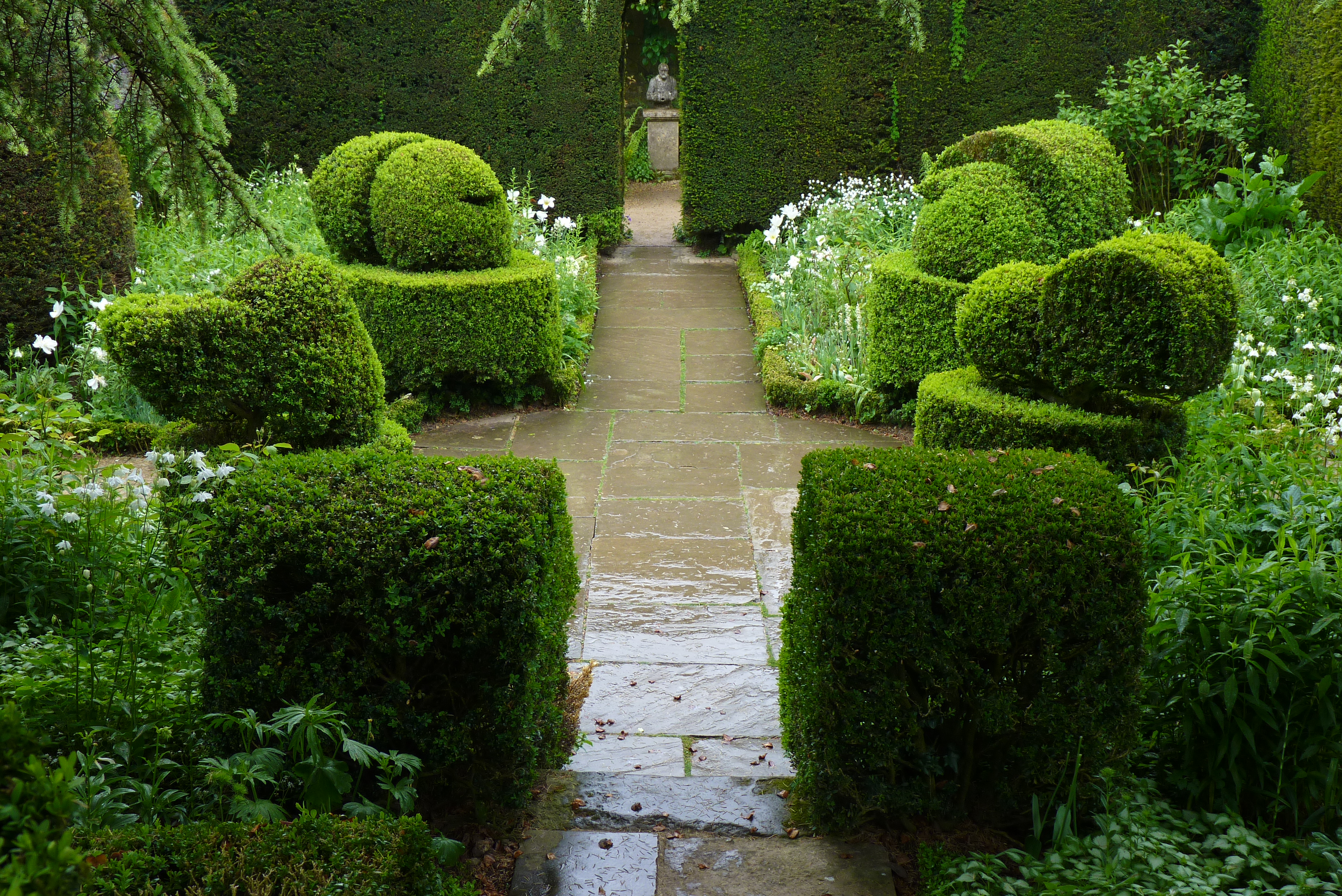
ヒドコートマナーガーデンのホワイトガーデン

- イギリス式庭園#代表的なイギリス風景式庭園（風景式庭園）
  - ストウハウス（イギリス）
  - デッサウ・ヴェルリッツの庭園王国
  - フュルステンベルク庭園（ドイツ）
  - タータ庭園（ハンガリー）
  - プチ・トリアノン（フランス）
  - ヒッドコット・マナー・ガーデン
  - ブレナム宮殿
  - チャッツワース
  - ファウンテンズ修道院
  - ヘリガンの失われた庭園ゴシック様式の寺院、Cobham記念碑、 ストウ邸の Palladian橋のあるHawkwell Field
  - ローサムハウス
  - シシングハースト城
  - ストーヘッドなど
- ファウンテンズ修道院（イングランド）

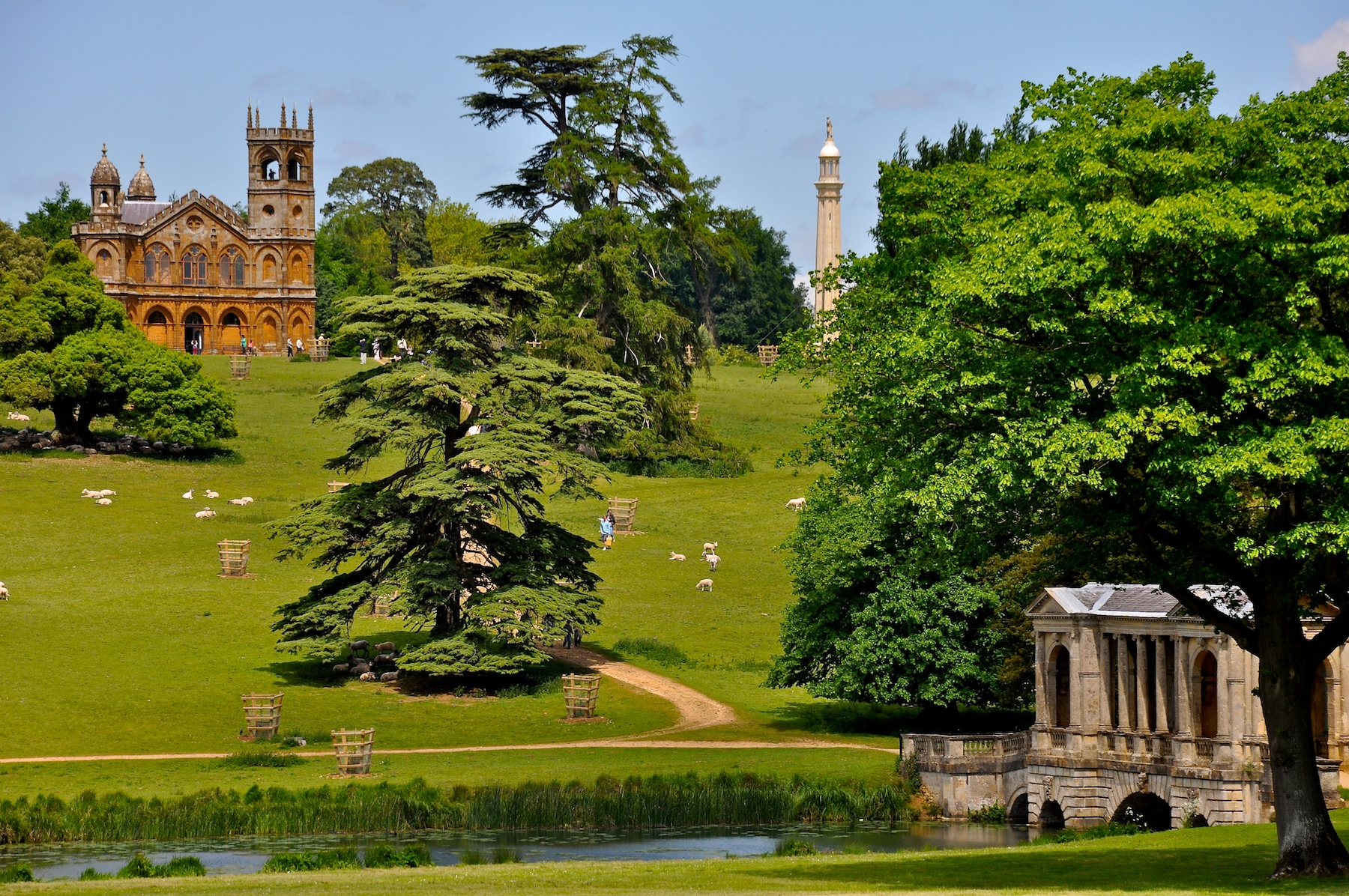
ゴシック様式の寺院、Cobham記念碑、 ストウ邸の Palladian橋のあるHawkwell Field

- スタンダードチャータード銀行中庭（イギリス）
- イギリス・公共庭園
  - ロンドン、 ムーアフィールズの牧草地（1605）（破壊）
  - ハイドパーク 、ロンドン（1728）
  - ピールパーク 、サルフォード（1846）
- ポツダムとベルリンの宮殿群と公園群

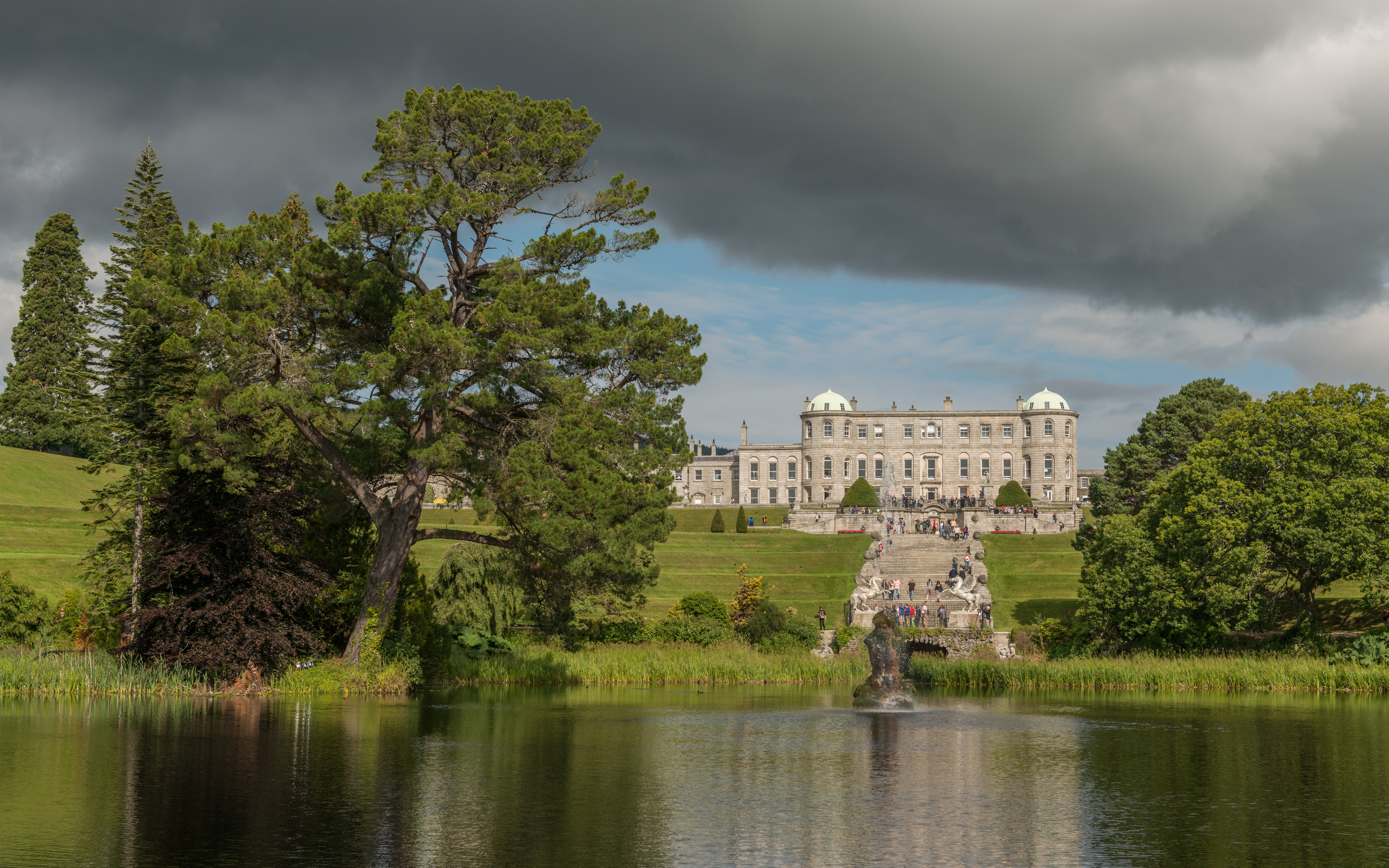
パワーズコートガーデンズのトリトン湖

- 歴史的コークガーデンズ　（アイルランド）パワーズコートガーデンズのトリトン湖
- パワーズコートガーデンズ　（アイルランド）
- マウントアッシャーガーデンズ 　（アイルランド）
- ウィズリー･ガーデン
- シシングハースト・カースル
- グレイト・ディクスター
- スコットニー･キャッスル
- ナイマンズ
- ウェイクハースト･プレイス
- ウェスト・ディーン・ガーデンズ
- ウェスト・グリーン・ハウス
- デンマンズ･ガーデン
- ハドスペン・ガーデン
- ヒントン・アンプナー
- モティスフォント・アビー
- ヘスタクーム
- バーリントン・コート
- ベス・チャトー･ガーデン
- ヘルミンガム・ホール
- ブレッシンガム・ホール
- ハットフィールド・ハウス
- ウォーターペリー・ガーデンズ
- キフツゲート・コート･ガーデン
- スードリー･カースル･ガーデン
- ボートン・ハウス・ガーデン
- バーンズリー･ハウス
- バスコット･パーク
- カムデン・ハウス
- ザ・マスターズ・ガーデン
- コトン・マナー・ガーデン
- キュー･ガーデン
- リージェンツ･パーク
- セント･ジェームズ･パーク
- ニュービー・ホール
- レーヴェンス・ホール
- ボドナント・ガーデン
- ロイヤル・ボタニック・ガーデン
- ドラモンド・キャッスル
- ピットメデン・ガーデン
- ヘスターコムの庭（イングランド）
- グレイ法曹院庭園（イギリス）
- レドニツェとヴァルチツェの文化的景観（チェコ）
- ホーフガルテン (ミュンヘン)
- スタッドリー王立公園
- カールトン庭園・王立展示館とカールトン庭園（オーストラリア）
- リッポン・リー庭園（オーストラリア）
- ダーリングハーバーの庭園（オーストラリア連邦・シドニー） ... オーストラリア建国200年を記念して中国・広東省から贈られた広東式の庭園
- パロネラ・パーク - 1930年代にスペイン人移民であった実業家ホセ・パロネラが建設、家族が住む家としてスペイン風の城をイメージした建物と庭園を自らの設計で建設し、一般にも公開
- クイーンズランド大学セントルシア・キャンパスの庭園パロネラ・パーク（オーストラリア、クイーンズランド州）- 遺跡風の建物と庭園
- リンピンウッド庭園(Limpinwood Gardens)
- モナベール庭園
- ラーナック城庭園（ニュージーランド）
- トレンサム競馬場場内庭園（ニュージーランド）
- エラズリー競馬場場内庭園（ニュージーランド）
- アメリカ合衆国・公共の庭園
  - セントラルパーク 、ニューヨーク市
  - ボストンコモン 、ボストン、（1830）
  - ゴールデンゲートパーク 、サンフランシスコ（1860） アラートンガーデン 、上からの眺め
- アメリカ合衆国・プライベートガーデン
  - ジェネラル生命保険中庭（アメリカ合衆国）

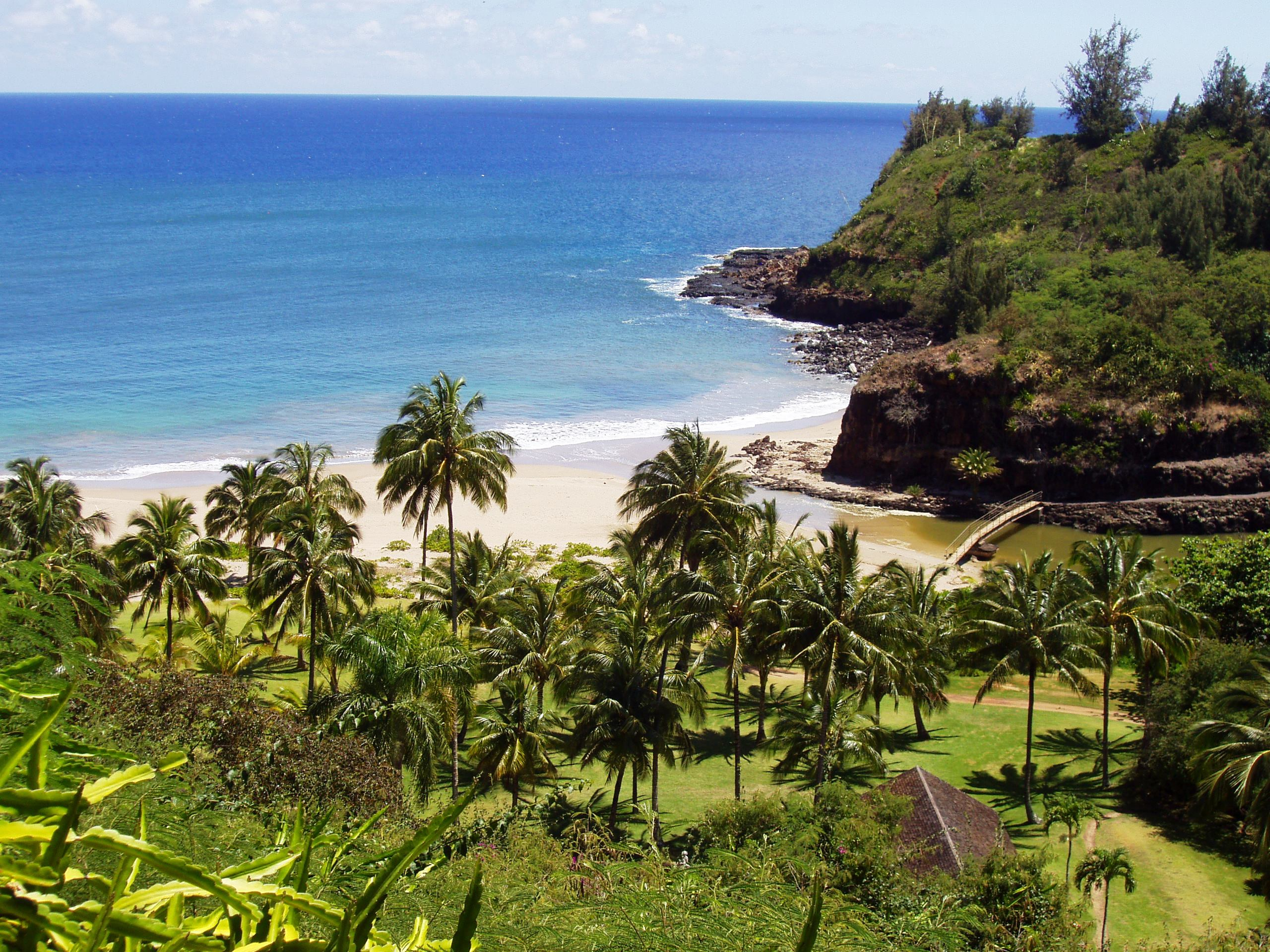
アラートンガーデン 、上からの眺め

  - ノースカロライナナショナル銀行テラスガーデン（アメリカ合衆国）
  - バントリー・ハウス
  - アーンテラス（アメリカ合衆国）
  - ノームギーク（アメリカ合衆国）
  - カイザーセンター屋上庭園（アメリカ合衆国）
  - オークランド美術館屋上庭園（アメリカ合衆国）
  - ペプシコ本社庭園（アメリカ合衆国）
  - ユネスコの庭園（フランス）
  - チェースマンハッタン銀行中庭（アメリカ合衆国）
  - ベインネック図書館中庭（アメリカ合衆国）
  - ウィンターガーデン（アメリカ合衆国）
  - ナショナリピースガーデン（アメリカ合衆国）
  - バーゲルガーデン（アメリカ合衆国）
  - ニューヨーク近代美術館中庭（アメリカ合衆国）
  - アップジョン社本社庭園（アメリカ合衆国）
  - ダンバートン・オークス 、ワシントンDC
  - ハンティントン・ガーデンズ 、 サンマリノ
  - ロータスランド 、 モンテシト
  - カーサ・デル・エレーロ 、 モンテシト
  - フィロリ 、 ウッドサイド
  - ルースルースバンクロフトガーデンカーサ・デル・エレーロ 、 モンテシト・バンクロフト・ガーデン 、 ウォルナットクリーク
  - アラートンアラートン・ガーデンカーサ・デル・エレーロ 、 モンテシト・ガーデン 、 カウアイ、ハワイ
  - ロングウッドロングウッド・ガーデンカーサ・デル・エレーロ 、 モンテシト・ガーデンズ 、 ケネットスクエア、ペンシルベニア州
  - Nemours Mansion and Gardens 、 ウィルミントン、デラウェア州
  - ヴィンタートゥーヴィンタートゥールミュージアムアンドカントリーエステートカーサ・デル・エレーロ 、 モンテシトル・ミュージアム・アンド・カントリー・エステート 、 ヴィンタートゥール、デラウェア州
  - Fair Lane 、 ディアボーン、ミシガン州
  - ゴークラーポイント 、 ミシガン州グロスポイントショアーズ
  - Meadowburn Farm （ Helena Rutherfurd Ely ）、 ニュージャージー州ヴァーノン郡
  - カリフォルニア大学ロサンゼルス校マーフィー銅像庭園
- アラメダ・セントラル 、メキシコシティ（1592）
- JardínBorda 、クエルナバカ（1783）

- ブラジル

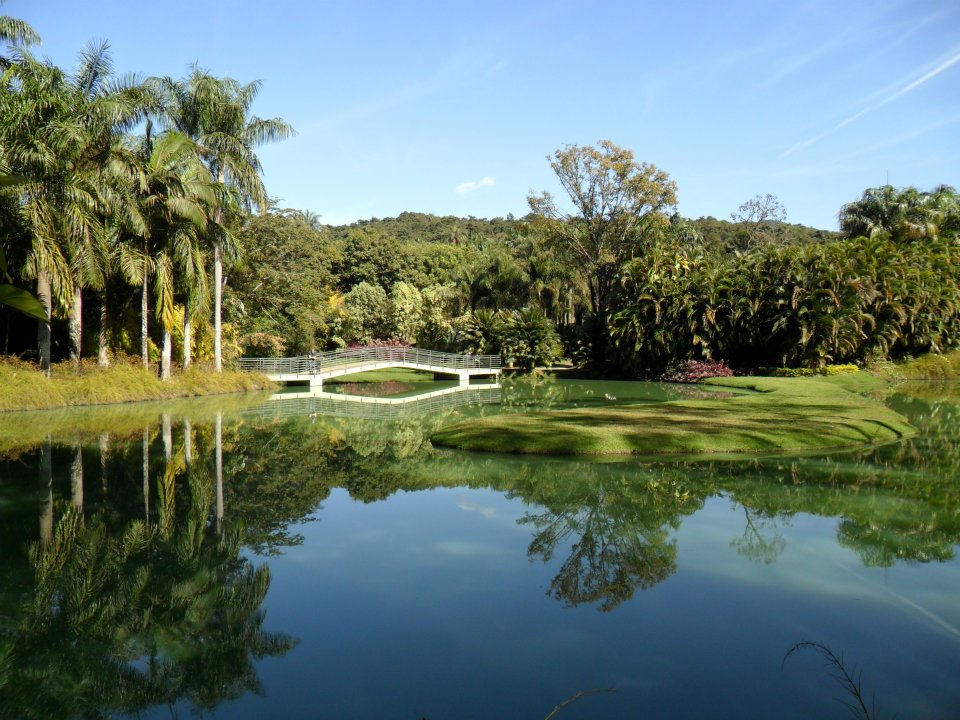
Inhotim 、Brumadinho、ブラジル

  - ブラジリア - 選択した場所。 （ロバート・ブール・マルクス）
  - イビラプエラ公園　サンパウロ
- ベネズエラ
  - パルケ・デル・エステ 、 カラカス
- ペルー
  - Alameda de los Descalzos 、リマ（1611）

## 関連書籍
- 『古代庭園の思想―神仙世界への憧憬』金子裕之編　角川選書　角川書店 ISBN 4047033391